# Сорю (авианосец)
«Сорю» (яп. 蒼龍 со:рю:, Голубой дракон) — японский авианосец.
Был спроектирован в 1932—1934 годах, исходя из ограничений Первого Лондонского договора и с учётом опыта предыдущего корабля такого типа — «Рюдзё». Постройка «Сорю» финансировалась в рамках 2-й программы пополнения флота и была осуществлена Арсеналом флота в Курэ в 1934—1937 годах.
«Сорю» конструктивно представлял собой гладкопалубный авианосец с двухъярусным ангаром и расположенной по правому борту островной надстройкой. Обводы корпуса повторяли крейсера типа «Могами» с пропорциональным увеличением в размерах; мощная паротурбинная установка обеспечивала выдающиеся ходовые качества. «Сорю» имел 9 электрических поперечных аэрофинишеров. Он стал первым японским авианосцем, на который изначально устанавливались такие системы, как аварийный барьер и светотехническая система наведения на посадку. По исходному проекту авиагруппа насчитывала 69 самолётов, но в силу бурного развития авиации их число постепенно сокращалось и составило 63 к 1941 году. Зенитное вооружение корабля на момент постройки было сильным, включая 6 спаренных 127-мм орудий и 14 спаренных 25-мм автоматов.
В составе 2-й дивизии авианосцев «Сорю» участвовал во второй японо-китайской войне, захвате Индокитая и боях на Тихоокеанском театре Второй мировой войны — ударах по Пёрл-Харбору, Уэйку и Дарвину, рейде в Индийский океан. В ходе сражения у атолла Мидуэй утром 4 июня 1942 года корабль был поражён тремя 1000-фунтовыми бомбами американских пикировщиков и был оставлен командой после пожара; вечером того же дня его уничтожил тремя торпедами эсминец «Исокадзэ».

## Проектирование и постройка
Подписанный 22 апреля 1930 года в Лондоне морской договор вносил новые ограничения и на строительство авианосцев (в дополнение к установленным в 1922 году Вашингтонским договором), третья и четвёртая статьи договора уточнили определение этого типа, включив в него и корабли водоизмещением менее 10 000 тонн, заодно запретив их закладку. Поскольку у Японии до лимита осталось всего 20 100 тонн, Морской Генеральный Штаб (МГШ) предложил построить в рамках готовящейся 2-й программы пополнения флота два авианосца по 10 050 тонн. От имевшегося в проекте 1-й программы 9850-тонного авианосца отказались, поскольку он не соответствовал ограничениям. Так как договором вводились и ограничения на строительство крейсеров, было предложено с целью сокращения отставания от США оснастить эти корабли крейсерским вооружением и защитой.
Первым проектом стал G-6, разработанный в 1932 году. При водоизмещении 12 000 тонн авианосец должен был нести 70 самолётов, 6 (3×2) 203-мм и 14 127-мм орудий, иметь бронирование как у тяжёлых крейсеров типа «Такао», максимальную скорость хода 36 узлов и дальность плавания в 10 000 морских миль 18-узловым ходом. Проект не только не соответствовал договорным ограничениям, но и имел явно нереальные характеристики, для обеспечения которых требовалось, по меньшей мере, вдвое большее стандартное водоизмещение. МГШ потребовал его переработать, обеспечив увеличение авиагруппы до 100 машин, возможность одновременной подготовки к вылету не менее её половины, усилив зенитное вооружение до 20 127-мм орудий и не менее 40 стволов малокалиберной артиллерии при снятии одной 203-мм башни и урезании водоизмещения до 10 050 тонн. Однако в это же время на испытания вышел «Рюдзё», показавший все минусы вызванной такой плотной упаковкой перегрузки: проблемы с остойчивостью, мореходностью и прочностью корпуса.

Крейсер-авианосец, базовый проект № G-6

Базовый проект № G-8 (позднейший вариант с 6 × 2 127-мм зенитными орудиями)

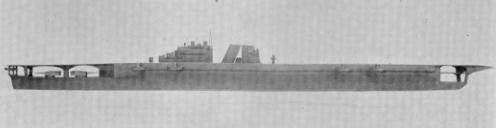
Макет авианосца проекта G-8

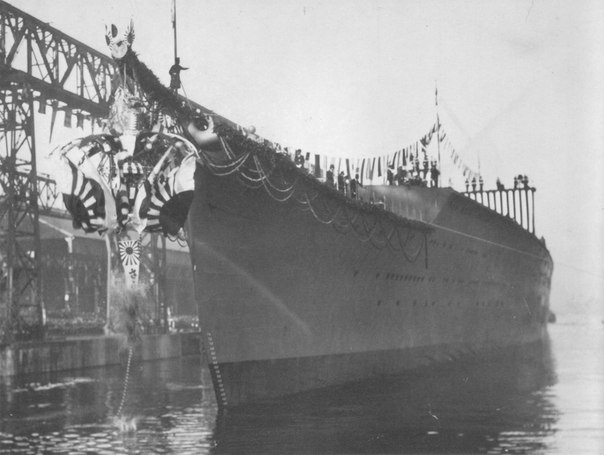
«Сорю» в ходе церемонии спуска на воду. Курэ, 23 декабря 1935 года

Результатом пересмотренных требований стал созданный в 1933 году проект G-8. При водоизмещении 14 000 он должен был нести 72 самолёта, 5 155-мм и 16 127-мм орудий, уровень бронирования должен был быть аналогичен таковому на «Рюдзё». Именно по нему должны были быть заложены два авианосца 2-й программы (утверждена японским парламентом 20 марта 1934 года) стоимостью по 42 млн иен, со сроками сдачи к концу 1936-го и 1937-го годов соответственно.
В начале 1934 года Арсенал флота в Курэ начал резку металла для первого корабля, однако новые коррективы внёс инцидент с опрокинувшимся «Томодзуру» в марте. В целях улучшения остойчивости разработчики отказались от 155-мм установок и вертикальных дымовых труб, уменьшили число зенитных орудий, размеры надстройки, запасы топлива, одновременно усилив бронирование погребов (теперь рассчитанных на попадания 203-мм снарядов), энергетической установки и бензиновых цистерн. Итогом стал проект G-9, по которому 20 ноября 1934 года и был заложен корабль в доке Арсенала флота в Курэ.
Корабль получил название «Сорю» — «Синий дракон». В древнекитайской астрономии сочетанием иероглифов 蒼龍 (Цан Лун в китайском, Сорю в японском) обозначалась как восточная четверть небосвода в астрономическом смысле, так и мистический хранитель-защитник этой части неба. Кормовое название писалось дореформенной хираганой (さうりゆう, са-у-ри-ю-у вместо そうりゅう, со-у-рю-у, читается одинаково — со:рю:), наносившимся на лётную палубу опознавательным знаком была буква катаканы サ (са).

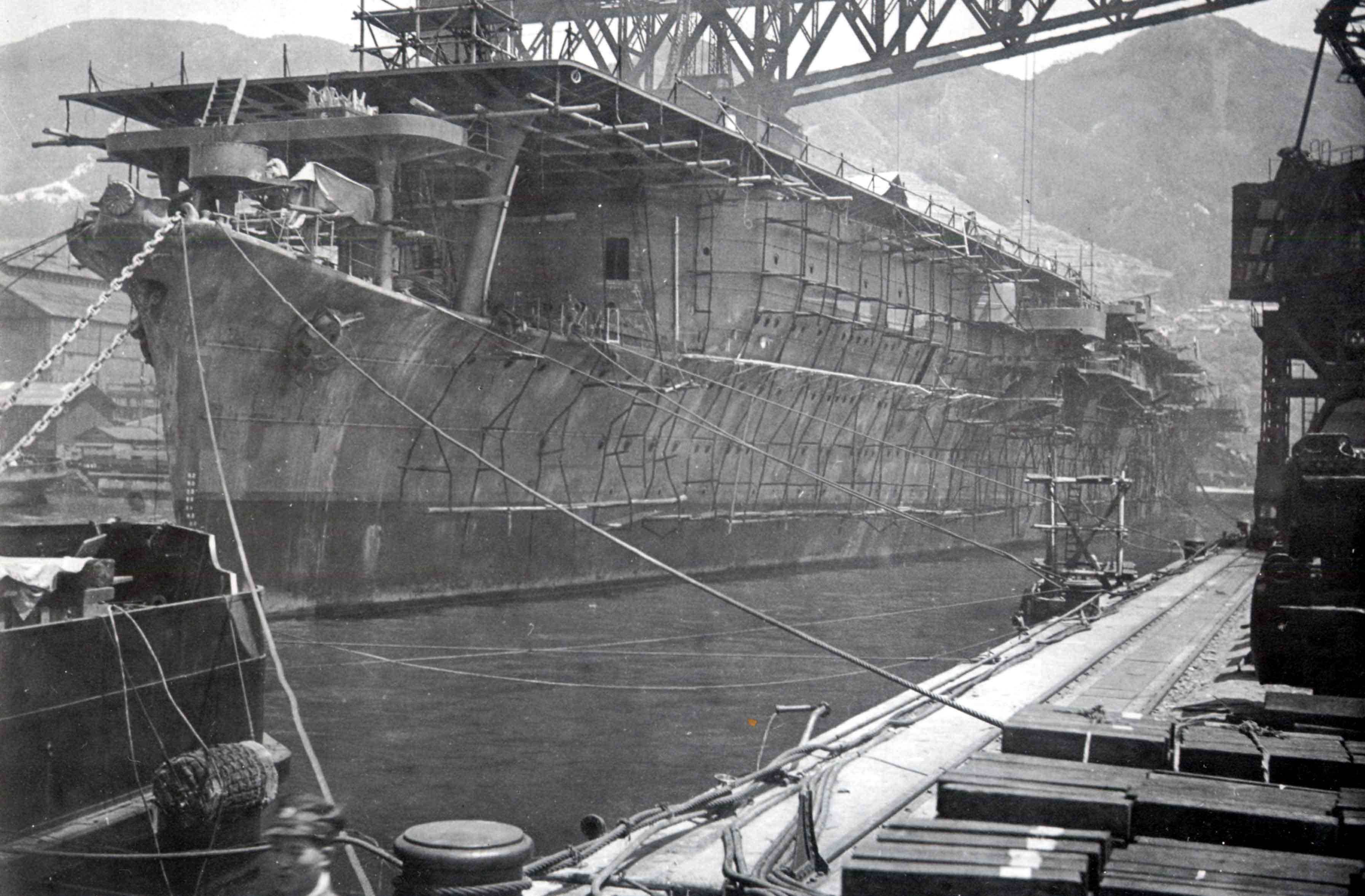
«Сорю» на завершающей стадии достройки на плаву, 1937 год

В сентябре 1935 года произошёл инцидент с Четвёртым флотом, показавший проблемы с прочностью корпусов и вызвавший массовое укрепление сварных соединений клёпкой на имеющихся и строящихся кораблях. На «Сорю» эти работы затронули, в частности, внешнюю обшивку, двойное дно и верхнюю ангарную палубу. Вместе с переделками проекта они замедлили строительство, отсрочив вступление корабля в строй на год. Официальная церемония спуска авианосца на воду (точнее, всплытия его в доке) состоялась 23 декабря 1935 года (через 13 месяцев после закладки), хотя фактически он был на плаву как минимум днём раньше. Далее последовал долгий период достройки на плаву, занявший без малого 2 года, как на «Рюдзё» и на более поздних тяжёлых авианосцах типа «Сёкаку». На ходовые испытания «Сорю» вышел в ноябре 1937 года, а в строй вступил 29 декабря того же года.
Второй запланированный по программе авианосец был построен в Арсенале флота в Йокосуке в 1936—1939 годах по улучшенному проекту (индекс G-10) и получил имя «Хирю».

## Конструкция

### Корпус и компоновка
Корпус «Сорю» имел обводы, аналогичные таковым на крейсерах проекта C-37 (тип «Могами»), с пропорциональным увеличением в размерах. Соотношение длины к ширине, равное 10,425, в сочетании с мощной паротурбинной установкой, обеспечило ему выдающиеся ходовые качества. При той же мощности энергетической установки и на 40 % большем водоизмещении он показал на ходовых испытаниях практически те же результаты, что и представители типа «Могами». Компоновочно в центральной части корпуса размещались машинные и котельные отделения, а в нос и в корму от них — цистерны авиабензина (полная вместимость — 360 тонн) и погреба боеприпасов для самолётов и орудий.
Основным конструкционным материалом корпуса была сталь типа D (DS). Толщина обшивки из её листов была достаточно большой. В подводной части она варьировалась от 50 мм (у киля) до 18 мм (у нижнего броневого пояса), в районе ангаров, где она играла роль в том числе противоосколочной защиты, — 36—40 мм. Самая верхняя палуба, которая была верхней полкой корпусной балки, также выполнялась из листов удвоенной толщины, от 18 мм у диаметральной плоскости до 39—56 мм у бортов. По соображениям экономии веса межшпангоутное расстояние (шпация) было сравнительно большим и составляло 1,2 м в центральной части корпуса и 0,9 м в оконечностях.
С правого борта «Сорю» нёс четырёхъярусную островную надстройку. Потребность в ней на авианосцах водоизмещением более 10 000 тонн была признана по опыту эксплуатации «Акаги» и «Кага». Островная надстройка была изначально предусмотрена на проектах G-6 и G-8, на итоговом же проекте G-9 она стала максимально компактной и подобной надстройке модернизированного авианосца «Кага». В четырёх ярусах надстройки «Сорю» находились следующие помещения и посты:
- самый нижний ярус, находившийся на уровне лётной палубы, включал штурманскую (совмещённую с оперативной) рубку и радиотелефонный пост;
- следующий ярус представлял собой нижний мостик. Там размещались рулевая рубка и 1-й радиопеленгаторный пост. Задняя часть яруса была открытой, там находился командный пункт взлётно-посадочных операций, имевший манипуляторную колонку боевого прожектора с зенитным бинокуляром;
- ярусом выше находился ходовой (компасный) мостик с главным путевым компасом, одним 18-см и тремя 12-см бинокулярами и постом передачи приказов. На небольшой открытой площадке по правому борту мостика был размещён 60-см сигнальный прожектор;
- самый верхний ярус представлял собой командный пункт противовоздушной обороны (ПВО). На нём находились оборудованные 8-см, 12-см и 18-см зенитными бинокулярами посты наблюдения за воздушной и надводной обстановкой, пост управления зенитным огнём с СУАЗО тип 94, штурманский дальномер с 1,5-метровой базой, 60-см сигнальный прожектор, антенны радиопеленгатора и радиотелефона[10].

На обращённом к лётной палубе борту надстройки была закреплена большая чёрная доска. Мелом на ней записывали последнюю информацию для экипажей самолётов, уже занявших места в кабинах, непосредственно перед взлётом. Перед островной надстройкой была ещё одна манипуляторная колонка боевого прожектора с зенитным бинокуляром, за ней — лёгкая треногая сигнальная мачта.

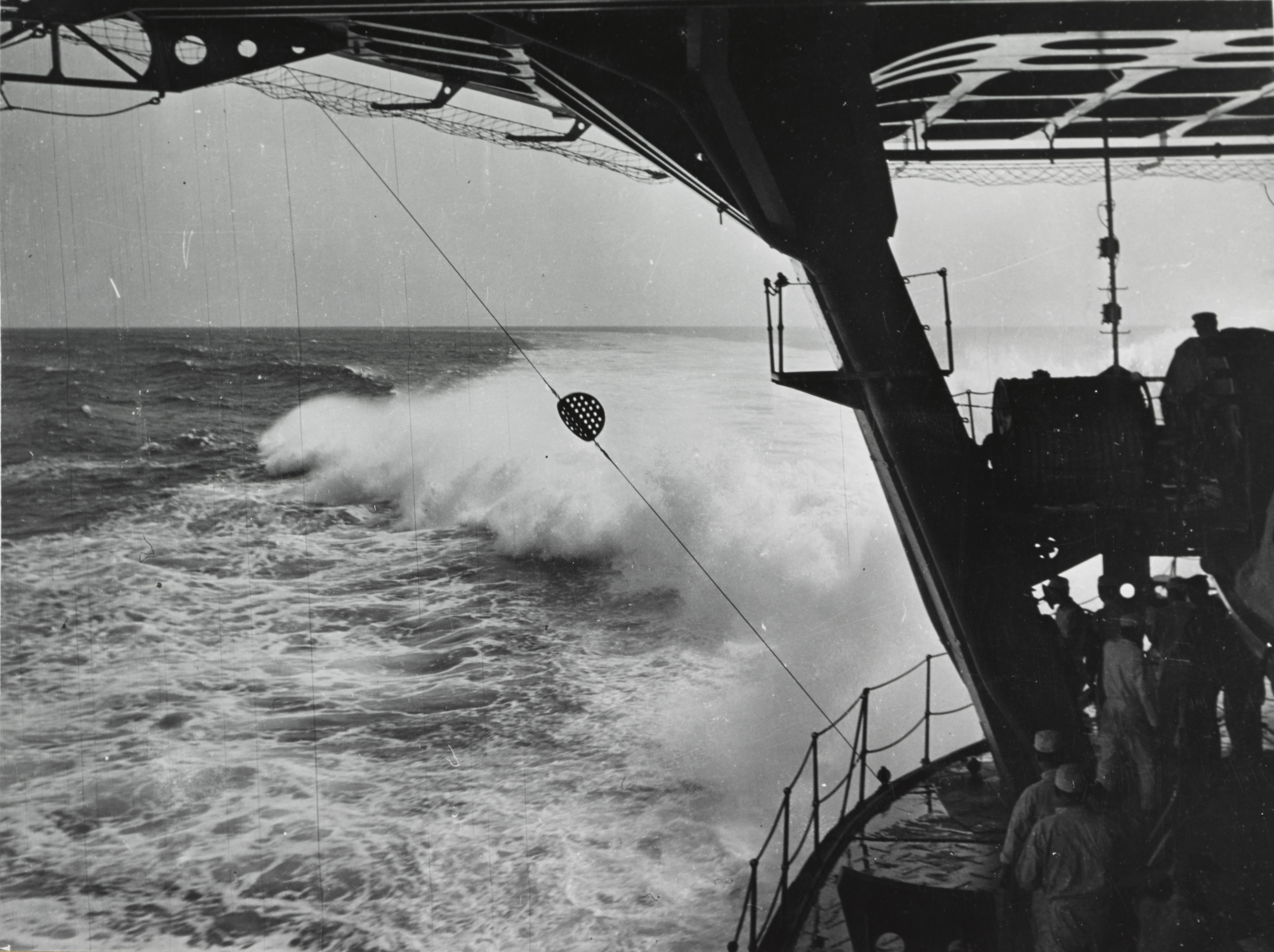
Вид на корму «Сорю» во время ходовых испытаний, ноябрь 1937 года

Суммарно авианосец нёс на борту 11 плавсредств. Из них два 9-метровых гребных спасательных катера размещались на заваливающихся шлюпбалках на уровне палубы зенитных орудий и автоматов. Все остальные, а именно три 12-м моторных катера, два 13-м грузовых катера специального типа (десантных), один 8-м и два 12-м моторных баркаса и 6-м рабочая шлюпка, находились на кильблоках в кормовой части самой верхней палубы, под свесом лётной палубы. Рабочая шлюпка поднималась и опускалась отдельной шлюпбалкой. Для других же использовалась два поперечных тельфера — проложенных под свесом лётной палубы от борта до борта рельсов, по которым перемещались тележки с электрическими грузовыми лебёдками. Эта система была проста и эффективна, экономя пространство и вес за счёт обслуживания большей части плавсредств, косвенно позволила увеличить ширину ангаров (обычно шлюпки располагались по бортам) и имела меньшую чувствительность к крену корабля.
Метацентрическая высота авианосца на испытаниях составила 1,524 м, диапазон положительной остойчивости — 105,2°, возвышение центра тяжести над ватерлинией — 0,981 м. Для снижения размахов бортовой качки имелись бортовые кили на длину около трети корпуса максимальной шириной 1,8 м. От установки же гироскопического успокоителя качки (как на «Хосё» и «Рюдзё») отказались ещё до начала проектирования в связи с возросшим водоизмещением.
«Сорю» окрашивался в соответствии с общими правилами окраски, принятыми для кораблей ЯИФ. Надводный борт, надстройки, металлические палубы, 127-мм установки покрывались тёмно-шаровой краской («гункан иро»). Ватерлиния и верхушки мачт были окрашены в чёрный цвет, подводная часть корпуса — в тёмно-красный. 25-мм автоматы, деревянный настил палубы и парусиновые обвесы и кожухи не окрашивались и сохраняли свои естественные цвета. На форштевне корабля устанавливалась императорская печать — золотая шестнадцатилепестковая хризантема. Кормовое название писалось по обеим сторонам ахтерштевня хираганой белой краской.

### Броневая защита
Броневая защита авианосца «Сорю» рассчитывалась исходя из необходимости защиты энергетической установки и цистерн авиабензина от огня эсминцев, а погребов боезапаса — от попаданий 203-мм снарядов с тяжёлых крейсеров противника.
Тонкий главный броневой пояс из 40-мм плит CNC прикрывал район котельных и машинных отделений. Погреба же были защищены сильно и по той же схеме, что на крейсерах типа «Могами», — внутренним (с наклоном верхней кромкой наружу) поясом из плит NVNC максимальной толщиной 140 мм, сужающимся к нижней кромке до 35 мм. Нижняя его часть также выполняла роль противоторпедной переборки.
Сверху энергетическую установку прикрывала броневая нижняя палуба из 25-мм листов стали типа D. На большей части её площади она была плоской, однако над котельными отделениями правого борта имела наклон вверх, соединяясь в итоге со средней палубой — из-за необходимости пропустить под ней дымоходы от котлов левого борта к трубам. Погреба же защищала броневая самая нижняя палуба из плит CNC толщиной 40 мм.
Цистерны авиабензина защищались теми же внутренним броневым поясом и броневой самой нижней палубой, что и погреба боезапаса, но с меньшей толщиной плит. Броневую защиту имели румпельные отделения и отделения рулевых машин, но точная толщина составлявших её плит неизвестна. Дымоходы котлов имели внутри тонкие броневые колосники там, где они проходили через броневую палубу. Наконец, под погребами боезапаса и цистернами авиабензина находилось бронированное двойное дно, замыкавшее защищавшие их броневые коробки из поясной и палубной брони.
Сравнительно лёгкая конструктивная подводная защита (КПЗ) машинных и котельных отделений была представлена двойным бортом и обычной продольной переборкой. Пространство между ними было поделено платформами на отсеки, использовавшиеся в качестве топливных цистерн. На трюмной палубе коридоры кабельных трасс отделялись дополнительной переборкой. В целом такая конструкция явно не рассчитывалась на сопротивление взрыву торпеды, для защиты этой части корпуса конструкторы полагались на развитое деление на отсеки. В районе же погребов боезапаса и цистерн авиабензина роль КПЗ выполняли нижняя часть броневого пояса и бронированное двойное дно.

### Энергетическая установка

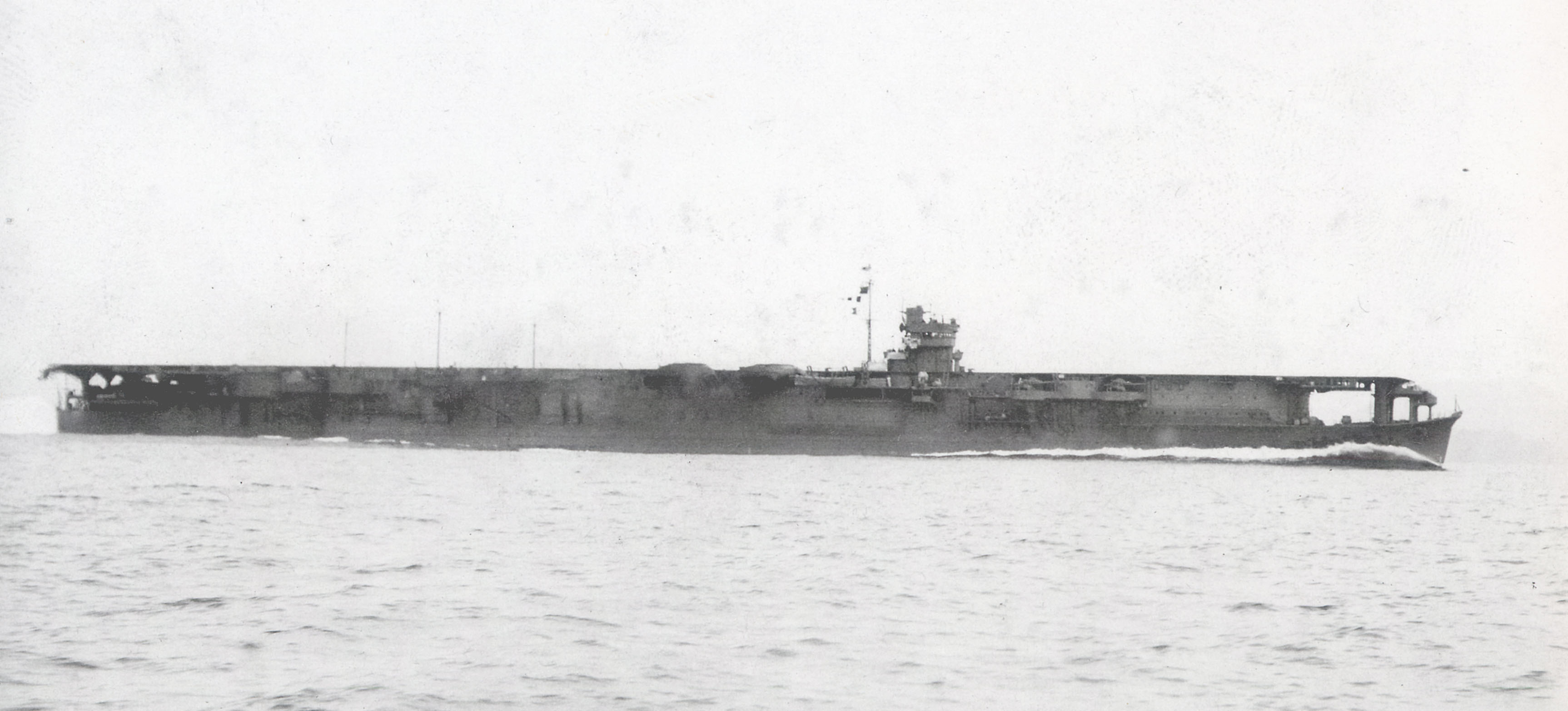
«Сорю» на ходовых испытаниях 22 января 1938 года

На авианосце была установлена четырёхвальная паротурбинная установка мощностью 152 000 л. с. (111,8 МВт). Входившие в её состав турбозубчатые агрегаты и котлы были идентичны находившимся на тяжёлых крейсерах типа «Могами» (вторая пара — «Судзуя» и «Кумано») и «Тонэ» («Тонэ» и «Тикума»). Максимальная проектная скорость — 34 узла.
«Сорю» имел 4 турбозубчатых агрегата мощностью по 38 000 л. с. (27,95 МВт), размещавшихся в четырёх машинных отделениях, разделённых продольной и поперечной переборками. Каждый из агрегатов включал в себя активные турбины высокого (12 410 л. с. при 2613 об/мин), среднего (12 340 л. с. при 2613 об/мин) и низкого давления (13 250 л. с. при 2291 об/мин). ТВД и ТСД были однопоточными, ТНД — двухпоточной. Через 39,5-тонный редуктор с геликоидной передачей (одна центральная шестерня и три ведущие шестерни от турбин, передаточные числа от 6,74 до 7,68) они вращали вал гребного винта. Передняя пара ТЗА работала на внутренние валы, задняя пара — на внешние. Материал роторов турбин — закалённая сталь, лопаток — нержавеющая сталь B.
В корпусах турбин низкого давления (ТНД) находились турбины заднего хода общей мощностью 40 000 л. с. (по 10 000 л. с. каждая), вращающие винты в направлении, обратном к вращению винтов при переднем ходе. Для экономичного хода имелись две крейсерские турбины (мощностью по 2770 л. с. при 4796 об/мин) — по одной в составе передних ТЗА. Через отдельный редуктор (одна ведущая шестерня, передаточное число 4,457) каждая из них соединялась с турбиной среднего давления агрегата. Отработанный пар с турбины крейсерского хода (ТКХ) поступал на вторую ступень ТВД и далее на ТСД и ТНД, вместе они выдавали на валу 3750 л. с. (7500 суммарно) при 140 об/мин штатно и 5740 л. с. (11 480 суммарно) при 165 об/мин при форсировке. Во всех режимах, кроме крейсерского, пар поступал прямо на первую ступень ТВД, для перехода между ними был предусмотрен поворотный механизм с 7,5-сильным электроприводом. Отработанный пар собирался в четырёх однопоточных конденсаторах типа «Унифлюкс» (по одному рядом с каждой ТНД), с общей охлаждаемой площадью в 5103,6 м².
Па́ром турбозубчатые агрегаты питали восемь водотрубных котлов типа «Кампон Ро Го» с нефтяным отоплением, с пароперегревателями и предварительным подогревом воздуха. Рабочее давление перегретого пара — 22,0 кгс/см² при температуре 300 °C. Котлы были установлены в восьми котельных отделениях, продукты сгорания от них выводились по дымоходам в две изогнутые наружу-назад и вниз дымовые трубы, находившиеся по правому борту за надстройкой. Трубы оснащались системой охлаждения дыма душем из забортной воды, как и на других японских авианосцах с их бортовым размещением, начиная с «Акаги». Также были предусмотрены съёмные крышки труб на случай сильного крена на правый борт при боевых или аварийных повреждениях, впервые появившиеся на «Рюдзё». В нормальном положении они были задраены, при крене же их следовало поднять для выпуска продуктов сгорания. Полный запас мазута составлял 3400 тонн, проектная дальность с ним — 7680 морских миль 18-узловым ходом.
Авианосец имел четыре трёхлопастных гребных винта диаметром по 3,9 м и с шагом 4,04 м. За ними находились два параллельных балансирных руля, баллеры которых имели наклон в 18,5°. Такая схема по соображениям снижения угла крена на циркуляции была выбрана ещё для кораблей 1-й программы и впервые применена на последних двух эсминцах типа «Хацухару» («Ариакэ» и «Югурэ»). На испытаниях, однако, эффект оказался гораздо слабее, чем на моделях, и от дальнейшего использования таких рулей было решено отказаться. Вновь к ним вернулись в годы войны на авианосцах типа «Унрю», так как применённый на «Хирю» одиночный полубалансирный руль имел слишком большую чувствительность к углу перекладки.
На ходовых испытаниях 11 ноября 1937 года в проливе Бунго при мощности машин 152 483 л. с. и водоизмещении 18 871 тонну «Сорю» развил скорость в 34,898 узла. Эти результаты были на уровне крейсеров типа «Могами», имевших такую же паротурбинную установку при существенно меньших размерах, — «Могами» и «Кумано» в январе 1938 года показали 34,73 и 35,36 узла при водоизмещении 13 600 и 13 513 тонн соответственно. На повторных испытаниях в заливе Татэяма 22 января 1938 года «Сорю» развил 34,9 узла при мощности 152 500 л. с. и водоизмещении 19 000 тонн.

### Вооружение

#### Авиационное оборудование

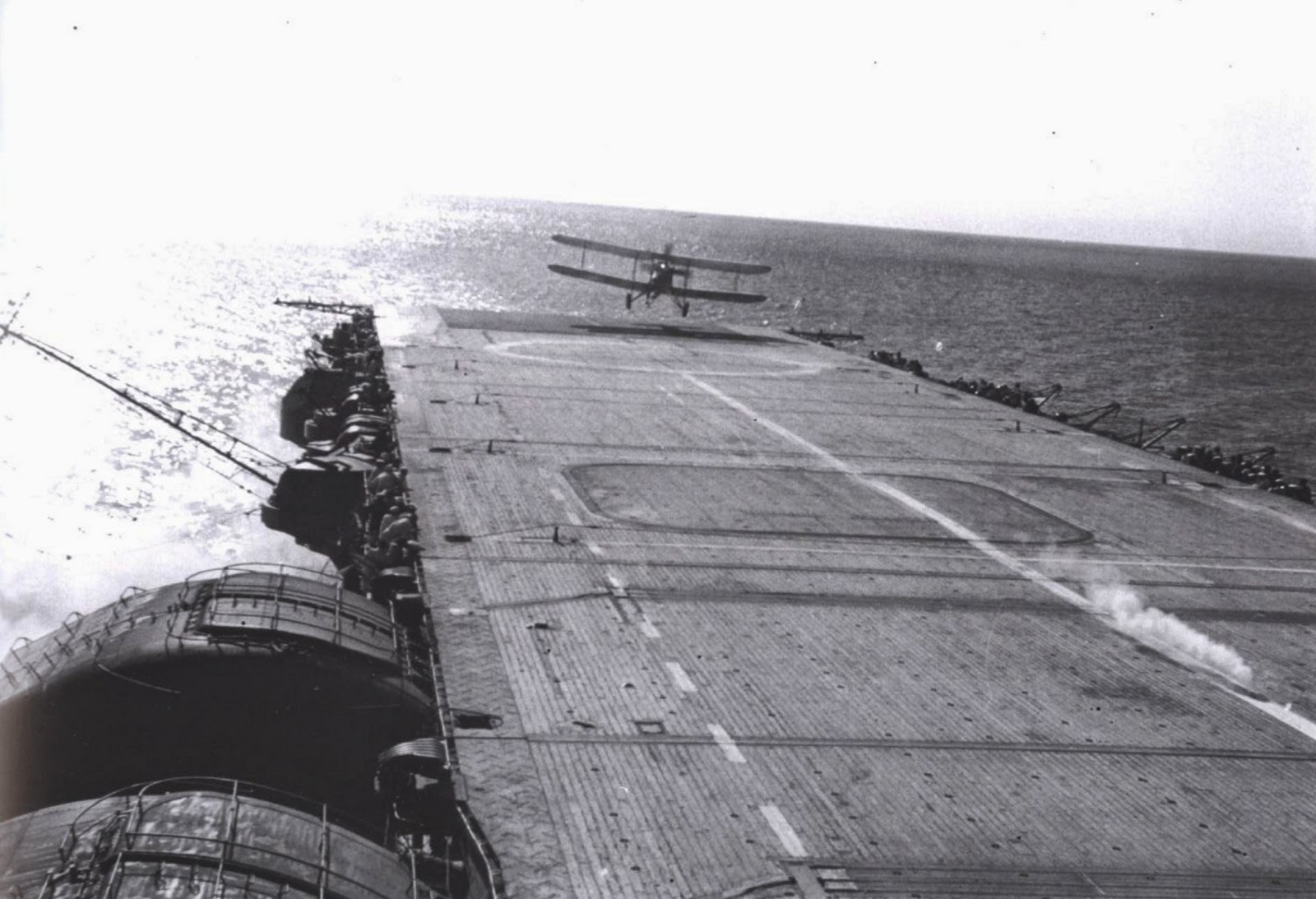
Посадка ударного самолёта тип 92 (B3Y) на «Сорю» во время приёмных испытаний, ноябрь 1937 года

«Сорю» имел сплошную лётную палубу длиной 216,9 м и высотой 12,88 м от ватерлинии. Ширина её составляла 16,0 м по носовому обрезу, 17,0 м — по кормовому и 26,0 м — в средней части. Палуба имела типичную к тому времени для японских авианосцев сегментную конструкцию. Всего она составлялась из девяти сегментов, соединённых компенсационными стыками (величина зазора 32 мм). Каждый сегмент состоял из продольных и поперечных связей (карлингсов и бимсов), образующих решётчатую структуру, поверх которой крепились стальные листы. Шесть из девяти сегментов (кроме двух носовых и кормового) общей длиной около 118 м также обшивались 45-мм деревянным настилом вдоль палубы. Их боковые кромки имели металлический настил с рифлением. Основной целью применения сегментированной палубы была экономия веса — за счёт возможности смещения составляющих её элементов относительно друг друга она не испытывала такие нагрузки на растяжение и сжатие при подъёме корабля на гребень волны, как цельная, и не участвовала в обеспечении продольной прочности корпуса (эту роль играла самая верхняя палуба). Соответственно, её конструкцию можно было облегчить до степени, обусловленной только проведением взлётно-посадочных операций.
На палубе находилось и необходимое для проведения взлётно-посадочных операций оборудование. Девять аэрофинишёров типа арсенала Курэ модель 4 с 16-мм поперечными тросами размещались двумя неравными группами: два (№ 1 и 2) в носу, между ветроотбойным щитом и носовым самолётоподъёмником, остальные (№ 3—9) в кормовой половине, от передней кромки среднего самолётоподъёмника до задней кромки кормового. Принцип действия данного устройства состоял в преобразовании кинетической энергии садящегося самолёта в электрическую — концы поперечного троса наматывались на барабаны, которые при его натяжении начинали проворачиваться и вращать роторы электрогенераторов. Возникающая при этом электромагнитная индукция тормозила и барабаны с намотанным на них тросом, и цепляющий его самолёт. Поперечный трос просто лежал на палубе, поднимаясь при посадке над ней примерно на 35 см двумя стойками, имеющими электропривод. Каждый аэрофинишёр имел свой пост управления, находившийся в одной из площадок техсостава по краям лётной палубы. В центральной части палубы находились три аварийных барьера («Сорю» был первым японским авианосцем, получившим их изначально), каждый из которых представлял собой две стойки с тремя натянутыми стальными тросами (высота средней — 2,5 м), поднимающихся с помощью гидропривода. В самом носу находился четвёртый аварийный барьер упрощённой конструкции, имевший всего один трос. За ним находился ветрозащитный щит из шести сегментов, предназначенный для защиты самолётов от ветрового напора и в нерабочем положении складывающийся в специальный паз палубы.
В носовой части лётной палубы находился рисунок в виде кисточки белого цвета. К его вершине была подведена паровая трубка, и стелющийся над нарисованными лучами пар играл роль указателя направления кажущегося ветра для экипажей взлетающих самолётов. Аналогичное устройство было размещено в центральной части лётной палубы для садящихся машин. Разметка палубы включала три параллельные белые линии (центральную и две боковые), образующие дорожку, которых должны были придерживаться лётчики при взлёте и посадке, и двойную белую «остановочную» линию напротив первой дымовой трубы. Кормовой свес имел предупреждающую окраску из красных и белых полос. Для идентификации авианосца с воздуха в кормовой части лётной палубы слева была нанесена буква катаканы サ (са). В военное время к ней добавлялся знак опознавания «свой-чужой» — хиномару. На «Сорю» белый прямоугольник с красным кругом занимал участок лётной палубы в носу на всю её ширину.
Для размещения авиагруппы «Сорю» имел три полностью закрытых двухъярусных ангара (№ 1—3, нумерация шла от носа к корме), отделённых друг от друга шахтами самолётоподъёмников. Нижние ярусы ангаров находились на средней палубе и имели общую длину 142,4 м при высоте 4,3 м (два межпалубных пространства) и максимальной ширине 18,0 м. Конструктивно они были встроены в корпус корабля. Наоборот, находившиеся выше на самой верхней палубе верхние ярусы представляли собой надстройку лёгкой конструкции из отдельных блоков с компенсационными стыками. При длине 171,3 м, высоте 4,6 м и максимальной ширине 18,0 м они были больше нижних по объёму. В кормовой переборке ангара № 3 изначально предусматривались двери для перемещения в него самолётов, как на более ранних авианосцах. В итоге же там сделали только водонепроницаемый люк площадью около 2 м² для перегрузки авиационных запчастей.
Для подъёма самолётов из ангаров использовались три самолётоподъёмника грузоподъёмностью 5000 кг с размерами платформ 11,5 на 16 м (носовая), 11,5 на 12 м (средняя) и 11,8 на 10 м (кормовая). Все платформы имели прямоугольную форму со скруглёнными краями. Больша́я ширина носовой платформы была обусловлена стремлением ускорить взлётно-посадочные операции — на ней могла подниматься и спускаться сразу пара самолётов. Шахты самолётоподъёмников были смещены от диаметральной плоскости к правому борту и имели внутри стойки-направляющие. По ним перемещались платформы с помощью четырёх пар тросов, навитых на два барабана и приводимых в действие электродвигателем на дне каждой шахты. Противовесы проходили между стойками-направляющими, для фиксации платформ в верхней положении использовались стопора. В ангарах шахты подъёмников отделялись огнезащитными шторками. Для погрузки и выгрузки самолётов использовался кран грузоподъёмностью 4000 кг, расположенный в кормовой части лётной палубы с правого борта и укладывающийся в походном положении в специальный вырез.
На авианосце имелась светотехническая система наведения самолётов на посадку. Она представляла собой две пары выстрелов с 1-кВт сигнальными огнями по бокам кормового подъёмника. Первая пара выстрелов имела по два красных огня, вторая, расположенная на 1 м ниже и 10-15 м вперёд к носу, — по четыре зелёных. Сигнальные огни имели зеркальные отражатели и линзы, выдавая направленный узкий поток света, а за счёт их взаимного положения угол визирования составлял 6-6,5° к горизонту. При заходе на посадку с оптимальной глиссадой лётчик должен был видеть зелёные и красные огни примерно на одном уровне и симметрично друг против друга. Если он видел красные огни над зелёными или наоборот — это говорило о положении самолёта ниже или выше требуемой траектории, разное количество видимых огней в правой и левой группах свидетельствовало о боковом смещении самолёта. Видимость отдельных огней позволяла также оценивать расстояние до авианосца при заходе. Мощность светового потока от огней была достаточно велика, чтобы ей не были помехой дымка и лёгкий туман, обеспечивая посадку даже в сложных метеоусловиях. Система эта была изобретена капитан-лейтенантом Сёити Судзуки на авиабазе Касумигаура, изначально это были два щита зелёного и красного цвета, сориентированных так, чтобы давать угол визирования 4,5-5,5° к горизонту. Изначально она предназначалась для подготовки курсантов, но оказалась настолько удачной, что уже в 1933 году её улучшенная версия с огнями была установлена на «Хосё», и затем стала стандартным оборудованием японских авианосцев. По сравнению с принятой в британском и американском флотах практикой наведения самолёта на глиссаду с помощью сигналов офицера управления посадкой она позволяла лётчику самому непрерывно и одновременно оценивать угол снижения самолёта, его боковое смещение относительно лётной палубы и удаление от корабля.

#### Авиагруппа
По исходным планам (проект середины 1935 года) предполагалось базировать на «Сорю» 18 истребителей (плюс 6 запасных) тип 90 (Накадзима A2N) и 33 палубных бомбардировщика (плюс 12 запасных) тип 94 (Айти D1A1) — всего 69 самолётов: 51 операционнопригодных и 18 запасных. Ударные самолёты (торпедоносцы) в состав авиагруппы по этому проекту не входили. Несмотря на отсутствие планов по включению в авиагруппу торпедоносцев, на авианосце предусматривалось наличие оборудования для хранения и погрузки авиаторпед, рассчитанное на базирование эскадрильи из 18 машин такого типа. Поскольку на тот момент было выдвинуто требование о наличии катапульты для взлёта торпедоносцев, на «Сорю» в носовой части с правого борта был предусмотрен даже специальный жёлоб. В дальнейшем, несмотря на успешные испытания палубной катапульты на авианосце «Кага», ни один другой авианосец японского флота её так и не получил, самолёты с них поднимались только за счёт свободного разбега.
Поскольку строительство «Сорю» пришлось на период бурного развития и авиации, и взглядов руководства японского флота на её боевое применение, то эти штаты неоднократно пересматривались. По «Нормам снабжения самолётами кораблей и судов» 1937 года авианосец должен был нести 9 истребителей (плюс 3 запасных), 33 палубных бомбардировщика (плюс 11 запасных) и 8 ударных самолётов (плюс 3 запасных, должны были играть роль разведчиков) — всего 67 машин: 50 операционнопригодных и 17 запасных.
На завершающей стадии строительства состав авиагруппы авианосца ещё раз был пересмотрен из-за принятия на вооружение новых типов самолётов. С декабря 1937 года на нём предполагалось базировать 9 истребителей (плюс 3 запасных) тип 96 (Мицубиси A5M), 18 палубных бомбардировщиков (плюс 6 запасных) тип 96 (Айти D1A2), 18 ударных самолётов (плюс 6 запасных) тип 97 (Накадзима B5N) и 8 разведывательных самолётов (плюс 3 запасных) тип 97 (Накадзима C3N-1) — всего 71 машина: 53 операционнопригодных и 18 запасных. Однако и этот вариант не был реализован в связи с отказом от принятия на вооружение разведывательного самолёта тип 97 и хронической нехваткой новой авиатехники. Фактически летом 1938 года на «Сорю» базировалось 18 истребителей тип 95 (Накадзима A4N) и тип 96 модель 2-1 (Мицубиси A5M2a), 27 палубных бомбардировщиков тип 96 и 12 ударных самолётов тип 96 (Йокосука B4Y1). Первые 9 ударных самолётов тип 97 авиагруппа получила только к осени, а все 12 — к концу года.
«Нормы снабжения самолётами кораблей и судов» 1939 года установили новый штатный состав авиагруппы. Согласно им на авианосце должны были базироваться 12 истребителей (плюс 3 запасных), 27 палубных бомбардировщиков (плюс 9 запасных) и 18 ударных самолётов (плюс 6 запасных), 9 из которых должны использоваться в качестве разведчиков — всего 75 машин: 57 операционнопригодных и 18 запасных. Следующие «Нормы» снова изменили штаты — количество запасных ударных самолётов уменьшили до 3, а запасных истребителей — увеличили до 4. Суммарное число машин сократилось до 73, а запасных — до 16.
«Нормы» 1941 года установили новый штатный состав, адаптированный теперь для самолётов новых типов. Согласно им на «Сорю» должны были базироваться 12 истребителей (плюс 3 запасных) тип 0 (Мицубиси A6M), 27 палубных бомбардировщиков (плюс 3 запасных) тип 99 (Айти D3A) и 18 ударных самолётов (плюс 1 запасной) тип 97 — всего 64 машины: 57 операционнопригодных и 7 запасных. Перед началом Тихоокеанской войны состав авиагруппы был ещё раз пересмотрен, и эти штаты стали последними официальными. Согласно им на авианосце базировалось 18 истребителей тип 0, 18 палубных бомбардировщиков тип 99 и 18 ударных самолётов, плюс по 3 запасных самолёта каждого типа — всего 63 машины, в том числе 54 операционнопригодные и 9 запасных. Де-факто нехватка авиатехники в ходе войны привела к постепенному отказу от запасных самолётов. Кроме того, в свой последний поход «Сорю» вышел, имея на борту два предсерийных разведчика тип 2 модель 11 (Йокосука D4Y1-C) для проведения их войсковых испытаний.
Базировавшиеся на авианосце самолёты имели стандартный идентификационный номер на вертикальном оперении, состоявший из буквы (латиницы или катаканы, код конкретной авиагруппы, АГ) и трёхзначного числа (начинавшегося на 1 — код истребителя, на 2 — бомбардировщика, или на 3 — ударного самолёта). АГ «Сорю» изначально имела код в виде буквы катаканы イ («и»), но ещё до первого похода к побережью Китая он был сменён на латинскую W. С ноября 1940 года код стал буквенно-цифровым, буква в нём обозначала дивизию авианосцев (ДАВ), а римская цифра — номер корабля в дивизии. Соответственно, самолёты «Сорю» как флагмана 2-й ДАВ стали маркироваться как QI. В апреле 1941 года у всех ДАВ кодовые буквы были приведены в соответствие с их порядковым номером, для обозначения АГ конкретного корабля в дивизии вокруг хиномару на самолётах стали рисовать также один или два цветных кольца (у 2-й ДАВ они были светло-синими). «Сорю» получил код BI, после переноса флага Ямагути на «Хирю» он был изменён на BII.
| Таблица ТТХ базировавшихся на «Сорю» палубных самолётов | Таблица ТТХ базировавшихся на «Сорю» палубных самолётов | Таблица ТТХ базировавшихся на «Сорю» палубных самолётов | Таблица ТТХ базировавшихся на «Сорю» палубных самолётов | Таблица ТТХ базировавшихся на «Сорю» палубных самолётов | Таблица ТТХ базировавшихся на «Сорю» палубных самолётов | Таблица ТТХ базировавшихся на «Сорю» палубных самолётов | Таблица ТТХ базировавшихся на «Сорю» палубных самолётов | Таблица ТТХ базировавшихся на «Сорю» палубных самолётов | Таблица ТТХ базировавшихся на «Сорю» палубных самолётов |
|                                                         | Экипаж                                                  | Мощность двигателя                                      | Вооружение                                              | Размеры (размах крыльев, длина, высота)                 | Вес (пустого/взлётный)                                  | Скорость (максимальная/ крейсерская)                    | Скороподъёмность                                        | Практический потолок                                    | Дальность/продолжительность полёта                      |
| Истребители корабельного базирования                    | Истребители корабельного базирования                    | Истребители корабельного базирования                    | Истребители корабельного базирования                    | Истребители корабельного базирования                    | Истребители корабельного базирования                    | Истребители корабельного базирования                    | Истребители корабельного базирования                    | Истребители корабельного базирования                    | Истребители корабельного базирования                    |
| ------------------------------------------------------- | ------------------------------------------------------- | ------------------------------------------------------- | ------------------------------------------------------- | ------------------------------------------------------- | ------------------------------------------------------- | ------------------------------------------------------- | ------------------------------------------------------- | ------------------------------------------------------- | ------------------------------------------------------- |
| Тип 95 (A4N1)                                           | 1                                                       | 600                                                     | 2 × 7,7-мм пулемёта 2 × 30 кг бомбы                     | 10,0 × 6,64 × 3,07 м                                    | 1276 кг 1760 кг                                         | 352 км/ч на 3000 м                                      | 3 мин 30 сек до 3000 м                                  | 7740 м                                                  | 850 км 3,5 часа                                         |
| Тип 96 модель 2-1 (A5M2a)                               | 1                                                       | 640                                                     | 2 × 7,7-мм пулемёта 2 × 30 кг бомбы                     | 11,0 × 7,545 × 3,20 м                                   | 1170 кг 1680 кг                                         | 426 км/ч на 3090 м                                      | 6 мин 50 сек до 5000 м                                  | ?                                                       | ?                                                       |
| Тип 96 модель 24 (A5M4)                                 | 1                                                       | 710                                                     | 2 × 7,7-мм пулемёта 2 × 30 кг бомбы                     | 11,0 × 7,56 × 3,27 м                                    | 1216 кг 1671 кг                                         | 435 км/ч на 3000 м                                      | 3 мин 35 сек до 3000 м                                  | 9800 м                                                  | 1200 км                                                 |
| Тип 0 модель 21 (A6M2)                                  | 1                                                       | 940                                                     | 2 × 20-мм пушки, 2 × 7,7-мм пулемёта 2 × 60 кг бомбы    | 12,0 × 9,06 × 3,05 м                                    | 1600 кг 2410 кг                                         | 534 км/ч на 4550 м 333 км/ч                             | 7 мин 27 сек до 6000 м                                  | 10 000 м                                                | 1872/3104 км (нормальная/максимальная)                  |
| Бомбардировщики корабельного базирования                |                                                         |                                                         |                                                         |                                                         |                                                         |                                                         |                                                         |                                                         |                                                         |
| Тип 96 (D1A2)                                           | 2                                                       | 730                                                     | 3 × 7,7-мм пулемёта 1 × 250 и 2 × 30 кг бомбы           | 11,4 × 9,3 × 3,411 м                                    | 1516 кг 2500 кг                                         | 309 км/ч 222 км/ч                                       | 7 мин 51 сек до 3000 м                                  | 6980 м                                                  | 926 км                                                  |
| Тип 99 модель 11 (D3A1)                                 | 2                                                       | 1000                                                    | 3 × 7,7-мм пулемёта 1 × 250 и 2 × 30 кг бомбы           | 14,365 × 10,195 × 3,847 м                               | 2408 кг 3650 кг                                         | 387 км/ч 296 км/ч                                       | 6 мин 27 сек до 3000 м                                  | 9800 м                                                  | 1473 км                                                 |
| Ударные самолёты корабельного базирования               |                                                         |                                                         |                                                         |                                                         |                                                         |                                                         |                                                         |                                                         |                                                         |
| Тип 96 (B4Y1)                                           | 3                                                       | 840                                                     | 1 × 7,7-мм пулемёт 450-мм торпеда или 500 кг бомб       | 15,0 × 10,15 × 4,36 м                                   | 2000 кг 3600 кг                                         | 278 км/ч                                                | 14 мин на 3000 м                                        | 6000 м                                                  | 1575 км                                                 |
| Тип 97 модель 11 (B5N1)                                 | 3                                                       | 770                                                     | 1 × 7,7-мм пулемёт 450-мм торпеда или 800 кг бомб       | 15,518 × 10,3 × 3,7 м                                   | 2099 кг 3700 кг                                         | 350 км/ч 256 км/ч                                       | 7 мин 50 сек на 3000 м 15 мин 23 сек на 6000 м          | 7400 м                                                  | 1225/2150 км (нормальная/максимальная)                  |
| Тип 97 модель 12 (B5N2)                                 | 3                                                       | 1000                                                    | 1 × 7,7-мм пулемёт 450-мм торпеда или 800 кг бомб       | 15,518 × 10,3 × 3,7 м                                   | 2279 кг 3800 кг                                         | 378 км/ч 259 км/ч                                       | 7 мин 40 сек на 3000 м 13 мин 46 сек на 6000 м          | 7640 м                                                  | 1282/2281 км (нормальная/максимальная)                  |
| Разведывательные самолёты корабельного базирования      |                                                         |                                                         |                                                         |                                                         |                                                         |                                                         |                                                         |                                                         |                                                         |
| Тип 2 модель 11 (D4Y1-C)                                | 2                                                       | 1200                                                    | 3 × 7,7-мм пулемёта                                     | 11,5 × 10,22 × 3,675 м                                  | 2440 кг 3650 кг                                         | 552 км/ч на 4750 м 426 км/ч на 3000 м                   | 5 мин 14 сек на 3000 м                                  | 9900                                                    | 1575/3892 км (нормальная/максимальная)                  |

#### Артиллерийское вооружение
Авианосец имел двенадцать 127-мм зенитных орудий тип 89 в шести спаренных установках (из которых пять были модели A1 и одна модели A1 второй модификации). Все установки были размещены в спонсонах на уровне палубы зенитных орудий и автоматов. В носовой части находилось три из них, две по правому борту и одна по левому. Остальные три размещались в корме и также располагались асимметрично, но в обратном порядке: две с левого борта и одна с правого. Последняя и была установкой модели A1 второй модификации с куполообразным дымозащитным щитом. Хотя продукты сгорания расположенных перед ней дымовых труб вполне эффективно отбрасывались к поверхности воды, данная мера для защиты расчётов орудий и приборов играла роль подстраховки.
127-мм унитарные выстрелы из погребов (расположенных под броневой самой нижней палубой в носу и в корме) поднимались элеваторами до перегрузочных постов (также игравших роль укрытий для расчётов), оттуда вручную подавались до расположенных рядом орудий подносчиками боеприпасов. На шлюпочной палубе в корме для тренировки заряжающих находился зарядный станок. Управление огнём 127-мм орудий осуществлялось с двух отдельных командных постов, каждый из которых был оснащён СУАЗО тип 94 с 4,5-метровым дальномером. Пост управления орудиями левого борта находился в командном пункте ПВО в самом верхнем ярусе островной надстройки (также там имелся отдельный 1,5-метровый штурманский дальномер), аналогичный пост с правого борта — на башенке, установленной на палубе зенитных орудий и автоматов. Также на авианосце имелось четыре 110-см боевых прожектора тип 92 (три — на убирающихся под лётную палубу станках, четвёртый — на отдельном спонсоне справа от островной надстройки), два 60-см сигнальных прожектора и 2-кВт топовый огонь.
Малокалиберная зенитная артиллерия была представлена четырнадцатью спаренными автоматами тип 96 (всего 28 стволов), также находившимися в спонсонах, как и орудия. Они были сгруппированы в пять батарей:
- первая из трёх автоматов находилась под носовым срезом лётной палубы;
- вторая из трёх автоматов — по левому борту за носовой 127-мм установкой;
- третья из трёх автоматов — по левому борту перед передней антенной мачтой;
- четвёртая из трёх автоматов (с дымозащитными щитами) — с правого борта в районе передней антенной мачты;
- пятая из двух автоматов — с правого борта за задней антенной мачтой[29].

Управление огнём 25-мм зенитных автоматов осуществлялось с пяти постов управления, оснащённых визирными колонками тип 95. Пост № 1 был расположен в носу, рядом с первой батареей автоматов, № 2 — слева от носового подъёмника, № 3 — справа от пятого поперечного троса аэрофинишера, № 4 — слева от среднего подъёмника, рядом с третьей батареей, № 5 — справа от подъёмного крана, у пятой батареи. Два поста размещались в закрытых башенках: № 1 для защиты от забрызгивания, № 3 для защиты от задымления.

## История службы

### До начала войны на Тихом океане

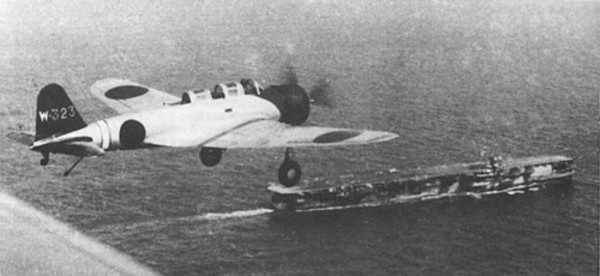
Заход на посадку ударного самолёта тип 97 (B5N1) авиагруппы «Сорю», 1939 год

После вступления «Сорю» в строй 29 декабря 1937 года он был зачислен в состав 2-й дивизии авианосцев (ДАВ), позывные — JQEA. Завершив полную программу испытаний и боевую подготовку, в апреле 1938 года корабль отправился на войну с Китаем. 25 апреля с него на аэродром города Нанкин перелетели 9 истребителей, 27 палубных пикирующих бомбардировщиков и 9 ударных самолётов (торпедоносцев). Они выполняли задачи противовоздушной обороны и поддержки японских войск (включая и истребители, на которые подвешивались бомбы) до середины мая, пока не вернулись на «Сорю». В начале июня авианосец покинул Китай, однако его авиагруппа (АГ) перебазировалась на аэродром Анцин. 25 июня во время перехвата китайских бомбардировщиков СБ-2 погиб младший лейтенант Сакаэ Като из её состава — его самолёт ушёл в сваливание и разбился (предположительно, из-за потери сознания лётчиком). 10 июля в Анцин с аэродрома Омура прибыла 15-я авиагруппа авиации ЯИФ, и поскольку она не было полностью укомплектованной по штату, больше половины машин и экипажей с «Сорю» (включая и командира АГ капитан-лейтенанта Мотифуми Нанго) было передано в её состав. 18 июля же в воздушном бою над озером Поянху капитан-лейтенант Нанго во главе шестёрки A5M вступил в бой с 11 китайскими истребителями и погиб, столкнувшись с падающим «Гладиатором», который он сбил (всего японцы заявили 7 подтверждённых сбитых и 2 предположительных).
9 октября 1938 года принявший свою авиагруппу «Сорю» вместе с «Рюдзё» покинул Мако и направился к побережью южного Китая. Основной задачей самолётов с него (18 A4N1 и A5M, 27 D1A2 и 12 B4Y1) была поддержка проведения Гуандунской операции: 12 октября 21-я армия ЯИА высадилась в бухте Биас (Дая) и уже 21-го взяла Гуанчжоу. После её окончания «Сорю» 14 ноября прибыл в Такао и 1 декабря перешёл в Японию. В 1939 году авианосец совершил ещё два похода к побережью Китая (с 21 марта по 2 апреля и с 31 октября по 14 ноября), но с китайской авиацией его авиагруппа не встречалась.

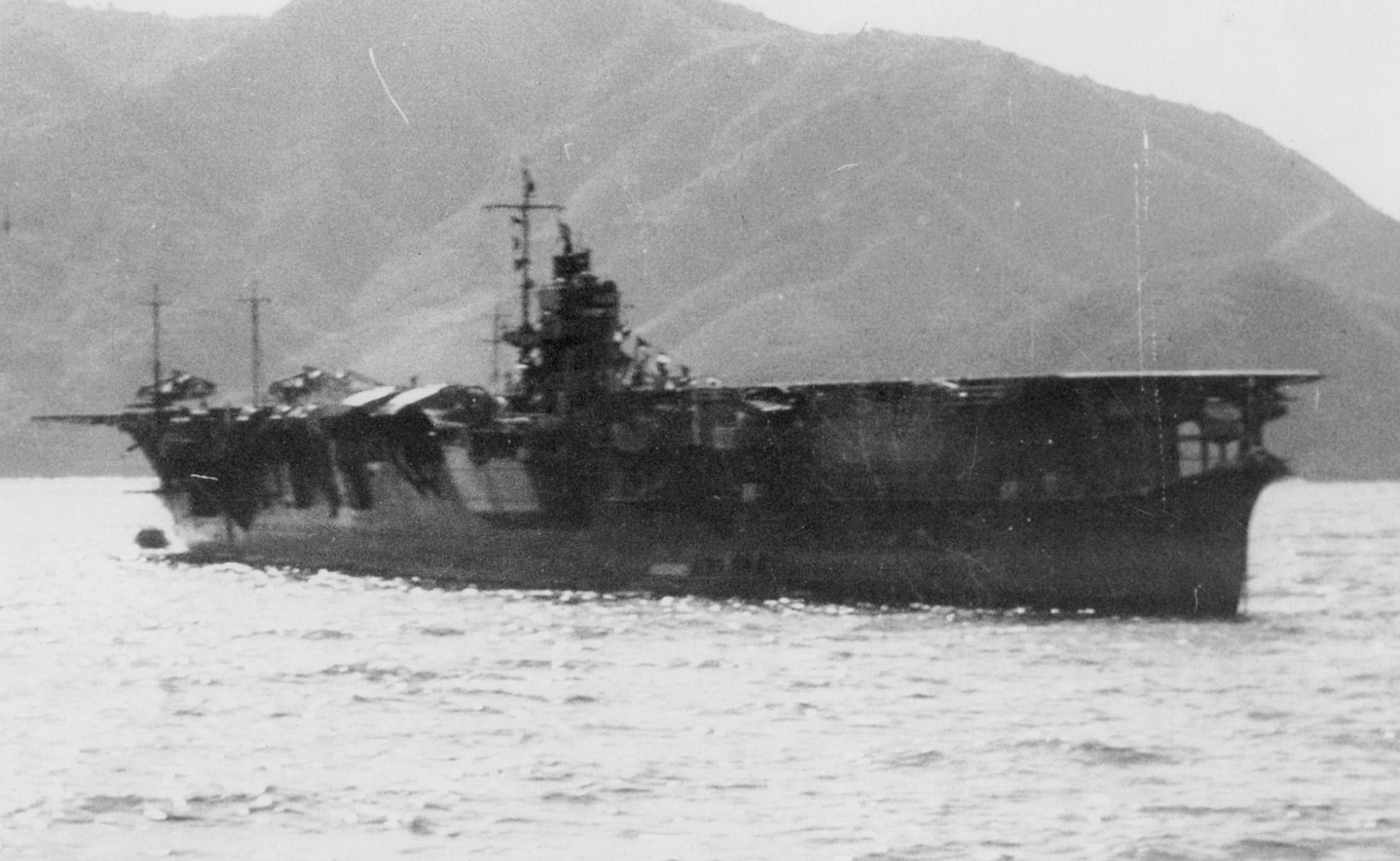
«Сорю» на стоянке в заливе Сукумо, 1939 год

В марте — мае 1940 года «Сорю» снова ходил в Китай, с июня по сентябрь участвовал в больших манёврах, а 11 октября — в императорском смотре флота в Иокогаме, посвящённом 2600-летию основания японского государства легендарным императором Дзимму. В конце года авианосец прошёл докование в Йокосуке. 26 января 1941 года «Сорю» принял на борт авиагруппу в Ивакуни и 1 февраля вышел в море для участия в учениях. Однако 3 февраля он столкнулся с эсминцем «Юдзуки» и вынужден был вернуться в Сасэбо для исправления повреждений. 18 февраля авианосец покинул порт и затем всё же принял участие в учениях в районе Тайваня совместно с «Хирю» (сменил «Рюдзё» в составе 2-й ДАВ с 15 ноября 1939 года). В Йокосуку оба корабля 2-й ДАВ вернулись 26 марта. 10 апреля все три ДАВ с пятью имеющимися авианосцами были переподчинены новой структуре — Первому воздушному флоту вице-адмирала Нагумо.
10 июля 1941 года 2-я ДАВ из «Сорю» и «Хирю» вышла из Йокосуки и 16-го прибыла в Самах на острове Хайнань, зайдя по пути в Мако. В рамках операции «Фу» она с 24 июля поддерживала переброску японских войск во Французский Индокитай, став на якорь 30-го в Кап Сен-Жак. Затем оба авианосца, зайдя в Самах, перешли в Сасэбо 7 августа. С 11 августа «Сорю» участвовал в манёврах у побережья острова Кюсю и в Йокосуку вернулся только 8 сентября. Там он до 8 октября встал на ремонт с докованием. 24 октября 2-я ДАВ покинула Йокосуку и 7 ноября прибыла в Курэ (с промежуточными заходами в Кусикино и залив Ариакэ). После пополнения запасов 16 ноября она перешла в Саэки, где авианосцы приняли на борт авиагруппы. 18 ноября «Сорю» и «Хирю» покинули Саэки и 22-го стали на якорь в заливе Хитокаппу на острове Эторофу — условленном месте сбора кораблей для проведения Гавайской операции.

### Гавайская операция

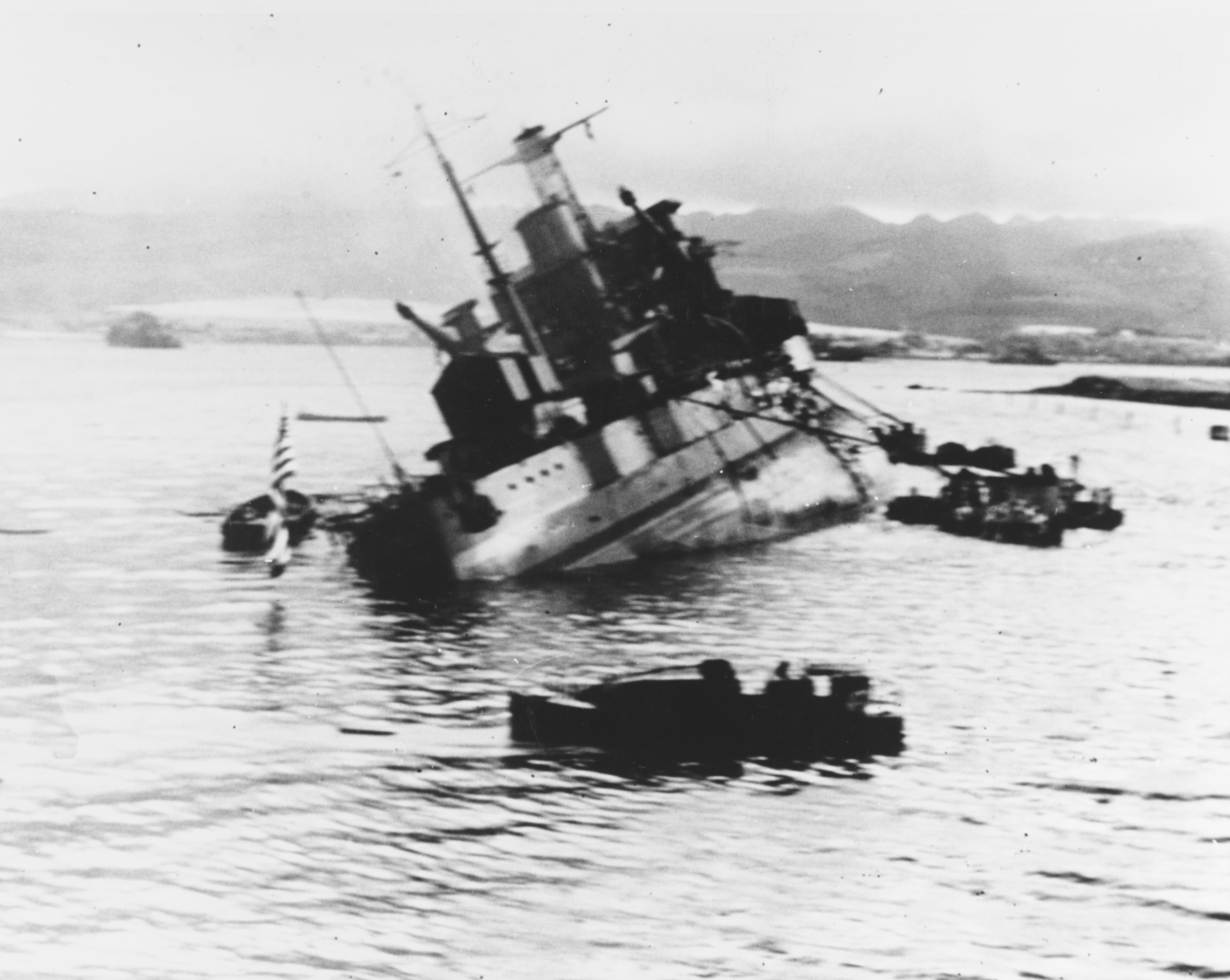
Кренящийся учебный корабль «Юта»

26 ноября 1941 года «Сорю» в составе Первого мобильного соединения вице-адмирала Нагумо (всего 6 авианосцев, 2 линкора, 2 тяжёлых и 1 лёгкий крейсер, 9 эсминцев) покинул залив Хитокаппу для проведения Гавайской операции. Изначально 2-я ДАВ в ней вообще не должна была участвовать из-за недостаточной дальности плавания составлявших её кораблей. Однако командовавший ей вице-адмирал Ямагути настоял на включении этой дивизии в состав авианосного ударного соединения (АУС), и итоговый план удара по военно-морской базе (ВМБ) Пёрл-Харбор включал атаку американских кораблей силами 1-й («Акаги» и «Кага») и 2-й ДАВ (первая волна самолётов должна была уничтожить линкоры и авианосцы торпедами и бронебойными авиабомбами, вторая — добить повреждённые ранее единицы или атаковать крейсера и подводные лодки), менее подготовленные авиагруппы 5-й ДАВ («Сёкаку» и «Дзуйкаку») должны были бомбить аэродромы. Переход соединение выполняло в условиях полного радиомолчания. 2 декабря в 940 милях к северу от атолла Мидуэй был принят кодовый сигнал к началу Гавайской операции — «Ниитакаяма ноборэ 1208» (яп. 新高山登れ1208 «Поднимайтесь на гору Ниитака 8 декабря»). После состоявшейся 5—6 декабря севернее острова Оаху дозаправки с танкеров экипажам был зачитан императорский рескрипт о начале войны с США и Великобританией, и корабли начали выходить на исходные позиции для атаки, увеличив скорость хода до 24 узлов. 7 декабря в 6:00 по местному времени японские авианосцы начали запускать машины первой волны. К 6:18 с «Сорю» поднялись в воздух 18 ударных самолётов тип 97 (B5N2), из которых 8 были с торпедами тип 91 2-й модификации и 10 с 800-кг бронебойными бомбами тип 99 № 80 модель 5, а также 8 истребителей тип 0 «Рэйсэн» (A6M2). К Пёрл-Харбору они вышли к 7:55.

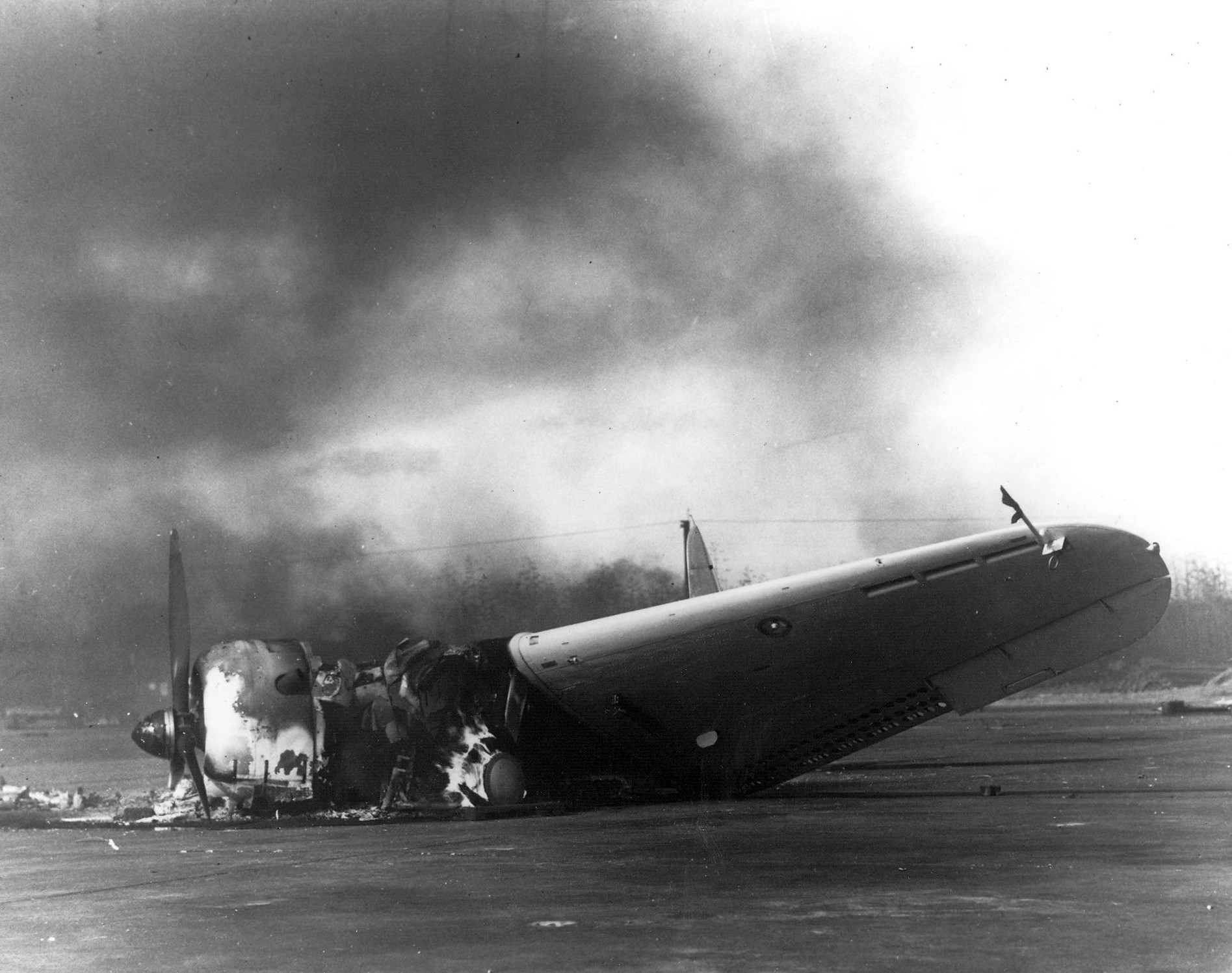
Сгоревший «Донтлесс» на лётном поле АБ Эва Филд

Торпедоносцы с «Сорю» по плану должны были атаковать американские авианосцы на стоянках западнее острова Форд, при этом для них не было предусмотрено запасных целей (хотя авиаразведка перед этим авианосцев в Пёрл-Харборе не обнаружила). Поэтому 6 ударных самолётов тип 97 атаковали учебный корабль «Юта» (бывший линкор). Возглавивший атаку на него капитан-лейтенант Тацуми Накадзима сбросил торпеду под слишком большим углом к цели, и она поразила лёгкий крейсер «Рейли» типа «Омаха». В «Юту» же попали две торпеды, в результате чего учебный корабль стал быстро валиться на борт и к 8:12 опрокинулся. Только на двух оставшихся машинах, которыми командовали капитан-лейтенант Цуёси Нагаи и его ведомый старшина 1-й статьи Дзиро Мори, поняли, что на корабельных стоянках нет подходящих для них целей. Нагаи атаковал замеченный им у дока № 1010 «линкор», оказавшийся стоявшими побортно минным заградителем «Оглала» и лёгким крейсером «Хелена» типа «Бруклин». Сброшенная им торпеда прошла под килем минзага и попала в правый борт «Хелены», создав пробоину в районе 80-го шпангоута, через которую были затоплены котельное отделение № 1 и носовое машинное отделение (находившийся там ТЗА[прояснить] также был повреждён). Кроме того, подводный взрыв проломил и борт «Оглалы», в результате чего через 1,5 часа он перевернулся и затонул. Мори же, решивший атаковать именно линкор, выполнил резкий разворот своей машины над бухтой, выходя к стоянкам у восточного берега острова Форд. Пристроившись к колонне торпедоносцев с авианосца «Кага», он со второго захода поразил торпедой линкор «Калифорния».
Примерно в это же время 10 B5N2 АГ «Сорю» с 800-кг бронебойными бомбами (командир отряда — капитан-лейтенант Хэйдзиро Абэ) атаковали линкоры. У первой эскадрильи целями стали «Вест Вирджиния» и «Теннеси», а у второй — «Невада». Предположительно, из сброшенных ими бомб одна попала в «Неваду», разорвавшись на второй палубе перед носовой орудийной башней, в результате чего были разрушены каюты младших офицеров и деформирована палуба полубака. 8 истребителей A6M2 с «Сорю» под командованием капитан-лейтенанта Масадзи Суганами первоначально прикрывали пикировщики D3A1 с «Дзуйкаку» при их атаке на аэродром Уилер Филд, попутно обстреляв находившиеся на нём американские самолёты. Затем они с 8:05 до 8:20 занимались штурмовкой аэродрома КМП[прояснить] Эва Филд (до них по нему прошлись истребители с «Хирю»), также сбив четыре заходившие на посадку «Донтлесса» из АГ авианосца «Энтерпрайз». В результате из 47 находившихся на аэродроме самолётов 32 было уничтожено и 15 повреждено. После выполнения своей задачи японские истребители и бомбардировщики выходили к точке сбора к северо-востоку от мыса Каена (западная оконечность острова Оаху) и далее шли к своим авианосцам. Ни одной машины с экипажами из авиагруппы «Сорю» в первой волне потеряно не было.

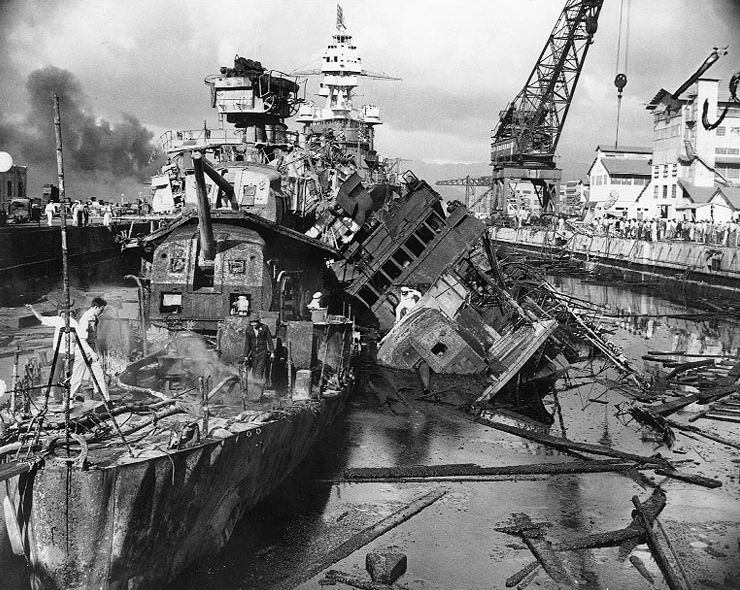
Потопленные в доке № 1 эсминцы «Доунс» и «Кэссин»

Около 9:00 к Пёрл-Харбору вышла вторая волна атакующих самолётов. Из АГ «Сорю» в неё входили 17 пикирующих бомбардировщиков тип 99 (D3A1) под командованием капитана 3-го ранга Такасигэ Эгуса и 9 истребителей тип 0 под командованием капитан-лейтенанта Фусата Иида. Поскольку авианосцев в бухте не было, то большинство пикировщиков атаковали запасные цели, а именно стоявшие у пирсов крейсера «Нью Орлеанс», «Гонолулу», «Сент-Луис» и «Хелена». Ни одного прямого попадания достигнуто не было, хотя близкие разрывы нанесли некоторые повреждения кораблям, а от осколков на них погибло несколько человек. Зенитным огнём при этом был сбит D3A1 старшины 3-й статьи Кэндзи Маруяма. Ведомые же Эгусы (который сам атаковал крейсер «Нью Орлеанс») отбомбились по доку № 1 с находившимся там линкором «Пенсильвания». Первая бомба, однако, попала между стоявшими в доке эсминцами «Доунс» и «Кэссин», сместив последний с кильблоков и прошив корпуса обоих осколками. Вторая бомба поразила «Доунс», вызвав пожар и взрыв торпед в аппарате правого борта. Дополнительные повреждения эсминцы получили от разлившегося по поверхности заполнявшей док воды горящего топлива, а затем на «Доунс» с повреждённых кильблоков опрокинулся «Кэссин». В результате оба корабля были списаны. Добившийся второго попадания по эсминцам D3A1 старшины 3-й статьи Сатору Кавасаки отстал от звена Эгусы и на обратном пути решил проштурмовать аэродром Халейва на севере Оаху. Однако несколько американских истребителей уже поднялись с него в воздух, японский пикировщик был сбит P-40B (пилот — Джон Дейнс) и упал в море.
Истребители второй волны с «Сорю» в это же время вышли к гидроаэродрому Канеохе, три раза проштурмовав его и добив все уцелевшие при предыдущих налётах машины (всего там было уничтожено 35 самолётов). При этом A6M2 капитан-лейтенанта Иида был повреждён зенитным огнём. Поняв, что утечка топлива из пробитого бака не позволит вернуться ему на авианосец и не желая сдаваться в плен, он направил свой самолёт к земле, предварительно сообщив об этом жестами своему заместителю лейтенанту Иёдзо Фудзита. Иида проскочил над оружейной (в которую он, вероятно, целился) и врезался в холм позади. Затем японские самолёты были атакованы четырьмя истребителями P-36 46-й истребительной эскадрильи ВВС армии США. В завязавшемся воздушном бою по одной машине было сбито (их пилотировали старшина 2-й статьи Такаси Окамото и младший лейтенант Гордон Стерлинг), две и одна соответственно были повреждены (машина старшины 2-й статьи Дзиро Танака загорелась, и он даже направил её в последнее пике, однако поток воздуха сбил пламя, и он смог затем вернуться на авианосец). В дальнейшем на подходе к точке сбора тройка истребителей Фудзиты и ведомых погибшего Иида (старшины 1-й статьи Сюн Ацуми и старшины 2-й статьи Сабуро Исии) была атакована парой P-36 (пилоты — младшие лейтенанты Харри Браун и Малькольм Мур). Машины обоих ведомых были подбиты и затем упали в океан. Фудзита, истребитель которого был повреждён ещё в предыдущем бою, смог избежать всех заходов на него и в 11:45 совершил посадку на «Сорю». За обе волны авиагруппа авианосца потеряла 3 A6M2 и 2 D3A1 с экипажами, всего 7 человек. Помимо волн для атаки ВМБ Пёрл-Харбор, «Сорю» в это время также 5 раз поднимал звенья истребителей, которые несли боевой воздушный патруль и сменяли друг друга.

### Захват Уэйка и действия в Голландской Ост-Индии
После завершения Гавайской операции эскадра Нагумо легла на обратный курс. Однако 16 декабря 1941 года от неё отделились 2-я ДАВ, 8-я ДКр[прояснить] («Тонэ» и «Тикума») и 17-й ДЭМ[прояснить] («Таникадзэ» и «Уракадзэ»). Задачей этого соединения под командованием контр-адмирала Хироаки Абэ было подавление американской обороны на острове Уэйк, первая попытка захвата которого закончилась неудачей. Рано утром 21 декабря на удалении в 250 морских миль от острова «Хирю» и «Сорю» подняли 29 пикирующих бомбардировщиков D3A1 и 18 истребителей A6M2. К Уэйку эта волна вышла около 8:50 и атаковала расположенные на нём зенитные батареи. Заметного урона американцам этот налёт не нанёс, японские же потери благодаря внезапности также были минимальными — только два D3A1 с «Сорю» были повреждены огнём 12,7-мм зенитных пулемётов.

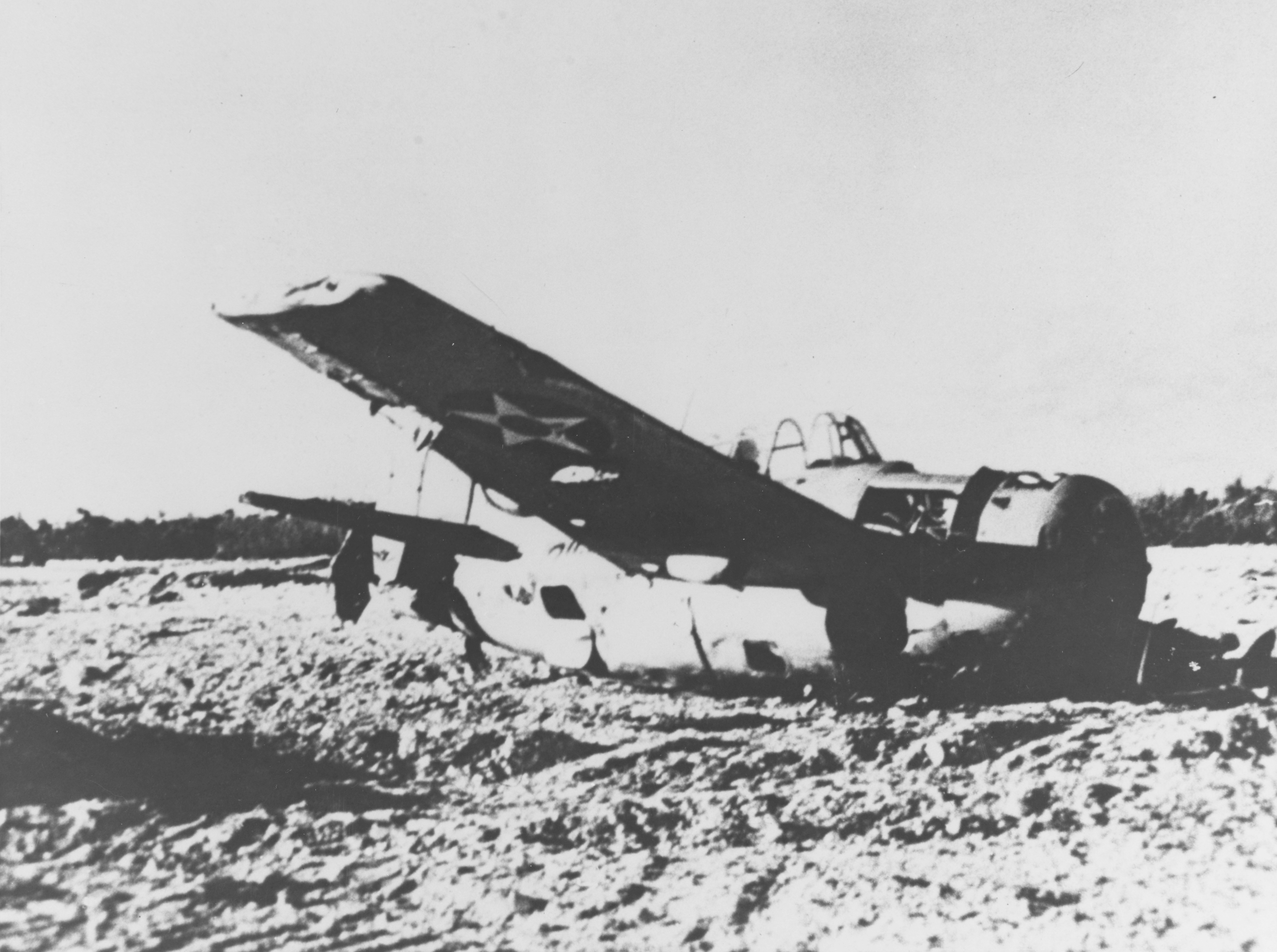
Остов истребителя F4F-3 (предположительно капитана Фреулера) на острове Уэйк

Результаты первого удара Абэ и Ямагути посчитали настолько успешными, что следующая волна, поднявшаяся с авианосцев около 9:00 22 декабря, включала 33 ударных самолёта тип 97 под прикрытием лишь шести истребителей тип 0. С Уэйка же взлетели оба уцелевших F4F-3 «Уайлдкэт» 211-й истребительной эскадрильи КМП США. Первый из них, управляемый капитаном Фреулером, последовательно сбил два B5N2 с «Сорю» (командиры — старшина 1-й статьи Отани и старшина 3-й статьи Сато) и был повреждён при взрыве последнего. Затем его обстрелял A6M2 старшины 3-й статьи Исао Тахара, после чего Фреулер пошёл на аварийную посадку. Второй истребитель, пилотируемый лейтенантом Дэвидсоном, тоже пытался атаковать бомбардировщики, но был сбит «Рэйсэнами». Налёт B5N2 снова не нанёс серьёзного ущерба американцам, огнём же 76,2-мм зениток была повреждена машина капитан-лейтенанта Абэ, которая села на воду.
На утро 23 декабря была намечена новая высадка на остров, и вылеты авиагрупп 2-й ДАВ обеспечивали её проведение. В 7:16 позиции защитников Уэйка атаковали поднявшиеся с «Сорю» 6 D3A1 капитан-лейтенанта Масаи Икэда под прикрытием 6 A6M2 капитан-лейтенанта Суганами. Затем их сменила такая же по составу группа с «Хирю». В 9:10 на Уэйк сбросила бомбы девятка B5N2 капитан-лейтенанта Нагаи с «Сорю», последние же два вылета совершили самолёты с «Хирю». В результате этих налётов и действий морской пехоты уже около 8:00 командовавший обороной капитан 2-го ранга Каннинхем приказал поднять белый флаг, последние защитники острова капитулировали к 13:30.
29 декабря 1941 года 2-я ДАВ прибыла в Курэ для ремонта и пополнения запасов. 12 января 1942 года с прикрытием из тяжёлого крейсера «Мая» и 7 эсминцев она снова вышла в поход. 17 января соединение прибыло на Палау, где простояло до 21-го. 23 января оно прибыло в район острова Амбон, где авианосцы подняли свои авиагруппы для атаки наземных объектов. Однако самолёты с «Сорю» из-за плохой погоды не смогли выйти к целям, и задачу выполнили только самолёты «Хирю». 24 января налёт был проведён уже в полном составе (по 9 B5N2, D3A1 и A6M2 с каждого авианосца, всего 54 машины), основным его результатом стала нейтрализация авиабазы союзников на Амбоне. В результате морская пехота без каких-либо помех высадилась и захватила Кендари на острове Сулавеси. 25 января 2-я ДАВ прибыла в порт Давао, а 27-го перешла на Палау.
Часть авиагрупп 2-й ДАВ с момента захвата Кендари 25 января действовала с расположенного там аэродрома отдельно от авианосцев, поддерживая высадку на Тимор. При этом 28 января при налёте на Купанг шестёрка истребителей A6M2 капитан-лейтенанта Суганами сбила летающую лодку Шорт «Эмпайр» и уничтожила на аэродроме Пенфуй австралийский бомбардировщик «Хадсон». 30 января этот сводный авиаотряд перебазировался в Баликпапан, а оттуда перелетел на Палау, где стояли «Сорю» и «Хирю».

### Удары по Дарвину и Чилачапу

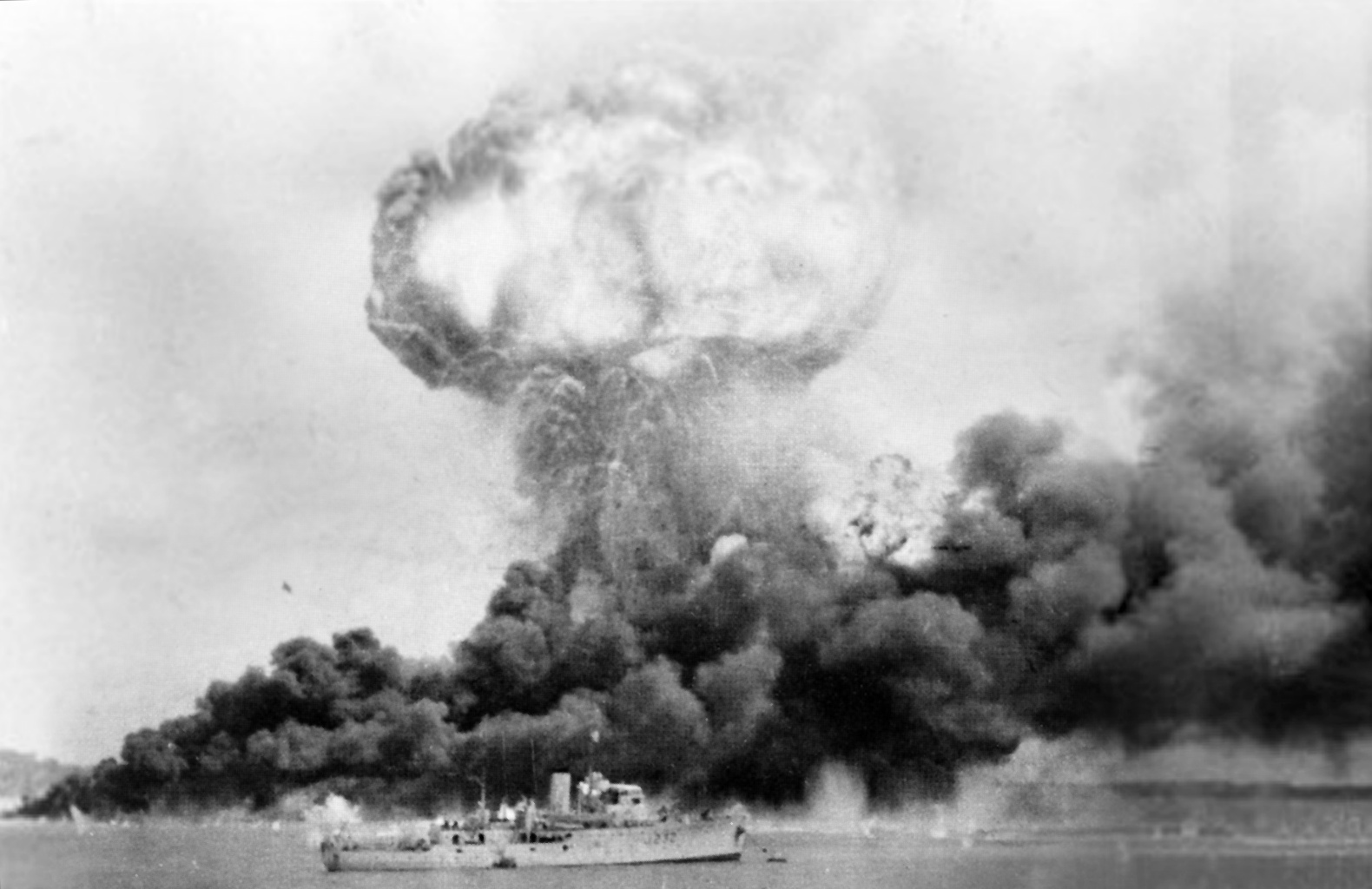
Взрыв судна «Нептуна»

15 февраля 1942 года в 14:00 1-я и 2-я ДАВ, 8-я ДКр и 1-я ЭЭм[прояснить] (крейсер «Абукума» с 8 эсминцами) покинули Палау для удара по Дарвину — важному порту союзников. Утром 19 февраля соединение прибыло в район назначения, и в 8:22—8:28 с «Сорю» начали подниматься самолёты первой волны — 18 B5N2 (командир — капитан-лейтенант Абэ) и 9 A6M2 (командир — лейтенант Фудзита). Затем в 8:57—9:00 авианосец поднял свою часть второй волны из 18 D3A1 (командир — капитан 3-го ранга Эгуса). Всего обе волны с кораблей 1-й и 2-й ДАВ включали в себя 81 ударный самолёт тип 97, 71 пикирующий бомбардировщик тип 99 и 36 истребителей тип 0.
Первая волна вышла к Дарвину в 9:55, и входившая в неё эскадрилья B5N2 Абэ сбросила 800-кг бомбы на казармы. Эскадрилья же D3A1 Эгусы атаковала корабли и суда в гавани. Совместно с самолётами из АГ «Хирю» ею были потоплены эсминец «Пири» (последовательно поражён 5 бомбами и затонул около 13:00, на нём погиб 91 человек), военный транспорт «Генерал Мэгз» и суда «Бритиш Моторист», «Зилендиа», «Мауна Лоа» и «Нептуна» (поражено двумя бомбами, в результате взрыва находившихся на борту 200 тонн глубинных бомб погибли 45 членов экипажа). Ещё 9 судов (в том числе авиатранспорт «Вильям Б. Престон») были повреждены. Самолёты 1-й ДАВ бомбили инфраструктуру самого города, а подошедшие в 12:10 бомбардировщики АГ «Каноя» и 1-й АГ — аэродром Дарвина и расположенные там ангары.
После удара по Дарвину АГ «Сорю» совершила ещё один вылет по обнаруженным у острова Басёрст двум американским транспортам с боеприпасами, пытавшимся прорваться на Филиппины. В 13:06 с авианосца поднялись 9 D3A1 под командованием капитан-лейтенанта Кэндзи Ямасита, и в 14:34 они обнаружили свою цель. Они потопили её в ходе налёта с 14:56 до 15:12, это было первое судно — «Флоренс Ди». Второе судно, «Дон Исидро», было потоплено пикировщиками с «Хирю» в 15:20. Потери АГ «Сорю» в ходе операции составили один D3A1 старшины 1-й статьи Такаси Ямада, который из-за повреждений не дотянул до авианосца и сел на воду, экипаж его был спасён кораблём АУС.
21 февраля японское соединение прибыло в бухту Старинг и, простояв там 4 дня, вышло в новый поход — на этот раз к острову Ява. 1 марта в районе Зондского пролива шестёркой пикировщиков D3A1 с «Сорю» был потоплен американский танкер «Пекос» (затонул в результате трёх прямых попаданий в 17:18). Другой вылет в тот же день (всего 26 D3A1 — 9 с «Сорю» под командованием капитан-лейтенанта Мориюки Кобэ, 9 с «Хирю», 8 с «Кага») был выполнен против эсминца «Эдсалл», с уничтожением которого у «Хиэя», «Кирисимы», «Тонэ» и «Тикумы» возникли проблемы. В период с 18:27 по 18:50 пикировщики тяжело повредили американский корабль (всего заявлено о 9 попаданиях, в том числе 3 эскадрильей с «Сорю»), в результате чего он потерял ход и в 19:01 затонул.
5 марта «Сорю» участвовал в ударе по порту Чилачап. В первую волну, поднявшуюся в 8:45—9:05 и суммарно включавшую 45 B5N2, 33 D3A1 и 18 A6M2, входило 16 D3A1 из его АГ под командованием капитана 3-го ранга Эгуса. Во вторую, поднявшуюся в 9:40-9:48 и включавшую только самолёты 2-й ДАВ, вошло 35 B5N2 и 18 A6M2 (в том числе 18 и 9 с «Сорю»). В результате налёта в Чилачапе было потоплено несколько судов (в том числе транспорт «Баренц») и до 15 — повреждено, портовые сооружения были повреждены при разрывах бомб и последующих пожарах. К 14:05 все участвовавшие в операции самолёты вернулись на авианосцы.
6 марта в 11:03 2-я ДАВ вместе с линкорами «Конго» и «Харуна» и 4 эсминцами отделилась от соединения и направилась к острову Рождества. 7 марта линкоры обстреляли сам остров, а девятка D3A1 с «Сорю» потопила нидерландское торговое судно «Пулау-Брас». 10 марта обе половины авианосного соединения вновь встретились и 11-го прибыли в бухту Старинг, где занялись пополнением запасов.

### Рейд в Индийский океан

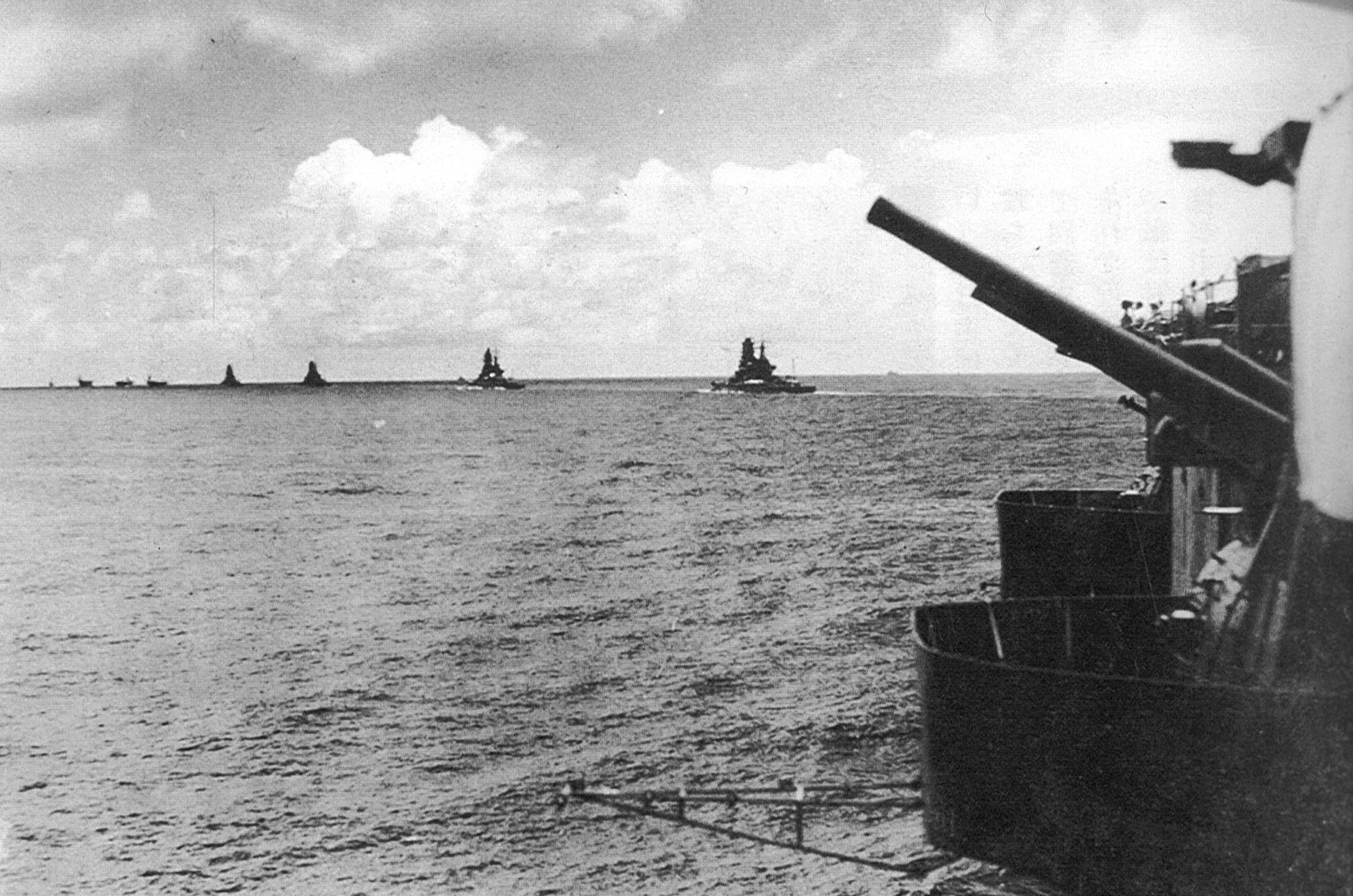
Японское авианосное соединение в ходе операции «Си», 30 марта 1942 года. Фото с «Дзуйкаку»

26 марта 1942 года авианосное соединение адмирала Нагумо из пяти авианосцев 1-й, 2-й и 5-й ДАВ («Кага» ранее был отправлен на ремонт), четырёх линкоров 3-й ДЛК[прояснить], двух крейсеров 8-й ДКр и 1 крейсера и 11 эсминцев 1-й ЭЭМ[прояснить] вышло из бухты Старинг для проведения операции «Си» — рейда в Индийский океан. Основной целью были порты острова Цейлон и находившиеся там корабли британского Восточного флота.
Менее чем за сутки до первого удара, в 16:00 4 апреля, японское соединение было случайно обнаружено летающей лодкой «Каталина» из 413-й эскадрильи канадских ВВС (командир — майор Леонард Бирчалл). 12 истребителей тип 0 воздушного патруля (6 с «Хирю», 3 с «Сорю», 3 с «Дзуйкаку») сбили её, но уже после того, как сообщение было передано в эфир. В результате с 3:00 5 апреля все британские части на Цейлоне были приведены в состояние повышенной боеготовности, порты покинули все корабли, способные выйти в море. Ударная группа из 53 B5N2, 38 D3A1 и 36 A6M2 начала подниматься с японских авианосцев в период 6:00—6:15, однако её прибытие к Коломбо в 7:30 всё равно оказалось для британцев полной неожиданностью — поскольку они ждали налёта ночью, а радиолокационная станция в порту не работала. Из АГ «Сорю» в эту волну входило 18 ударных самолётов тип 97 под командованием капитан-лейтенанта Абэ и 9 истребителей тип 0 под командованием лейтенанта Фудзиты. В 7:40—7:45 B5N2 с «Сорю», «Акаги» и «Хирю» начали сбрасывать бомбы на город, портовые сооружения и корабли, D3A1 5-й ДАВ сначала бомбили аэродром, а потом также атаковали корабли. В итоге в гавани были потоплены вспомогательный крейсер «Гектор», эсминец «Тенедос» и танкер «Соли», плавбаза подлодок «Люсиа», и ещё несколько судов были повреждены. Помимо порта и аэродрома, в городе разрушения были также на нефтебазе и железнодорожных мастерских. В воздушном бою над Коломбо было сбито 19 британских истребителей (15 «Харрикейнов» и 4 «Фулмара») при потерях японцев в 1 A6M2 (с «Сорю», пилот — старшина 1-й статьи Сатио Хигаси) и 6 D3A1, также 6 торпедоносцев из 788-й эскадрильи авиации Королевского флота были расстреляны «Рэйсэнами» с «Хирю» в самом начале налёта.

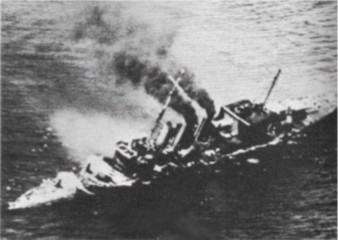
Тонущий крейсер «Корнуолл», 5 апреля 1942 года

В 11:00 5 апреля гидросамолёт с «Тонэ» обнаружил британские тяжёлые крейсера «Корнуолл» и «Дорсетшир», идущие навстречу соединению Соммервилла. Поэтому вместо второго удара по Коломбо было принято решение совершить налёт на них, перевооружив палубные самолёты. К 12:45 с трёх авианосцев поднялась волна из 53 D3A1 (17 с «Акаги», по 18 с «Сорю» и «Хирю») под командованием капитана 3-го ранга Эгуса. Обе эскадрильи пикировщиков с «Сорю» и первая эскадрилья с «Акаги» атаковали в 13:40 шедший вторым «Корнуолл», который за короткий срок получил не менее 15 прямых попаданий и близких разрывов бомб, и уже через 5 минут его командир отдал приказ оставить обречённый корабль. Шедший же первым «Дорсетшир» был атакован самолётами с «Хирю» и второй эскадрильей с «Акаги» и от полученных повреждений опрокинулся и затонул в 13:50. На обоих крейсерах в результате налёта погибло и умерло позже от ран 428 человек, японцы же не потеряли ни одного самолёта.
9 апреля в 7:30 ударная группа из 91 B5N2 и 38 A6M2 с пяти авианосцев начала бомбардировку порта Тринкомали. Из АГ «Сорю» в этом налёте участвовало 18 B5N2 под командованием капитан-лейтенанта Абэ и 6 A6M2 под командованием капитан-лейтенанта Суганами. В результате в гавани были потоплены сухогруз «Сагаинг» и несколько мелких судов, монитор «Эребус» был повреждён. В результате попаданий бомб также были частично разрушены портовые сооружения, аэродром и топливохранилище. В воздушном бою было сбито 9 британских истребителей (8 «Харрикейнов» из 261-й эскадрильи и 1 «Фулмар» из 273-й эскадрильи) при потерях в 1 B5N2 (с «Хирю») и 3 A6M2 из АГ 5-й ДАВ. Вторая же волна из 85 D3A1 и 9 A6M2 (в том числе 18 и 3 с «Сорю» соответственно) под командованием капитана 3-го ранга Эгуса поднялась около 8:43 и была направлена против британского соединения из авианосца «Гермес», эсминца «Вампир» и танкера «Ателстейн», обнаруженного гидросамолётом с линкора «Харуна». Эскадрильи пикировщиков летели к цели не в едином строю, вероятно — веером для её гарантированного обнаружения. В результате D3A1 с «Сорю» вышли к ней, когда все британские корабли уже были тяжело повреждены. Эгуса принял решение не заниматься их добиванием, а искать новые цели. В 12:00 его самолёты обнаружили и в период с 12:03 по 12:18 потопили танкер «Бритиш Серджент» и сухогруз «Норвикен». Третья уничтоженная цель, опознанная лётчиками как «патрульный катер водоизмещением 300 тонн», до сих пор не идентифицирована. В 12:15 пикировщики с «Сорю» были атакованы 8 британскими истребителями «Фулмар» из 803-й и 806-й эскадрилий. В воздушном бою было сбито 4 D3A1, 1 повреждён серьёзно и 5 легко, британцы в свою очередь потеряли два истребителя. Параллельно с этим три A6M2 с «Сорю» в составе ближнего воздушного патруля АУС с 10:50 участвовали в отражении налёта 9 британских «Бленхеймов» из 11-й эскадрильи, ещё 6 машин были дополнительно подняты для этой цели. Суммарно 28 A6M2 сбили 4 бомбардировщика, потеряв один истребитель из АГ «Хирю». Ни одна из сброшенных британцами бомб в цель не попала. На обратном пути уходящие бомбардировщики были атакованы возвращающимся эскортом ударной волны, в результате чего были сбиты ещё 1 «Бленхейм» и 1 A6M2 с «Хирю».
18 апреля АУС Нагумо прибыло в Мако. 19-го «Сорю», «Хирю» и «Акаги» участвовали в погоне за американским 16-м оперативным соединением, проведшим рейд Дулиттла. 22 апреля 2-я ДАВ прибыла в Курэ. В конце апреля АГ «Сорю» участвовала в учениях в районе Касанохары. С 15 мая авианосец встал в Сасэбо на текущий ремонт. Флаг командующего 2-й ДАВ вице-адмирала Ямагути при этом был перенесён с «Сорю» на «Хирю».
Возможно, во второй декаде мая «Сорю» участвовал в переброске самолётов 23-й авиагруппы на Трук. Изначально их должен был перевозить гидроавианосец «Мидзухо», но 2 мая он был потоплен американской подлодкой. В пользу этого говорит датированное 22 мая сообщение, перехваченное американцами, а также некоторые странности, связанные с переносом штаба Ямагути на «Хирю», сменой кодов самолётов авиагруппы «Сорю» и задержками выхода всего Первого мобильного соединения. Тем не менее, сообщение могло быть простой дезинформацией, а более весомых подтверждений этого события не найдено.

### Мидуэй
27 мая 1942 года в 6:00 «Сорю» в составе авианосного соединения адмирала Нагумо (1-я и 2-я ДАВ, «Харуна» и «Кирисима» из 3-й ДЛК, 8-я ДКр, 1-я ЭЭМ) покинул Хасирадзиму для участия в операции «МИ». На борту авианосца находилась авиагруппа из 18 истребителей тип 0, 16 палубных бомбардировщиков тип 99 и 18 ударных самолётов тип 97. Также на нём размещались 3 истребителя тип 0 (в разобранном виде) из 6-й АГ, предназначенные для размещения на Мидуэе после его захвата, и 2 экспериментальных разведчика тип 2 (D4Y1-C), которые должны были пройти испытания в боевых условиях. Поскольку места в ангарах для этих дополнительных машин не хватало, два пикировщика тип 99 переместили на борт авианосца «Кага», их экипажи остались на «Сорю». Авианосное соединение шло к Мидуэю с 14-узловым ходом, 28 мая в 14:30 оно соединилось с группой снабжения. В первый и пятый день похода (27 и 31 мая) истребители из АГ «Сорю» несли боевой воздушный патруль над АУС. В ночь с 3 на 4 июня завершившие передачу топлива танкеры легли на обратный курс, а корабли подняли скорость до 24 узлов.
4 июня в 4:30 по местному времени (1:30 5 июня по токийскому) с японских авианосцев начала подниматься волна для удара по Мидуэю из 36 B5N2, 36 D3A1 и 36 A6M2, командиром её был капитан-лейтенант Дзёити Томонага с «Хирю». Из АГ «Сорю» в неё вошли 18 B5N2 под командованием капитан-лейтенанта Абэ и 9 A6M2 под командованием капитан-лейтенанта Суганами. Также в воздух для защиты соединения был поднят боевой воздушный патруль из 11 истребителей (в том числе 3 с «Сорю», командир звена — старшина 1-й статьи Канамэ Харада). На подлёте ударная группа была замечена американской летающей лодкой и радиолокатором на самом атолле, и уже в 6:21 она была атакована 221-й эскадрильей КМП из 20 «Баффало» и 6 «Уайлдкетов». В воздушном бою ей было сбито 3 B5N2 (2 с «Хирю» и 1 с «Сорю», командир — старшина 1-й статьи Кэйсукэ Танака) и 1 A6M2 при собственных потерях в 17 сбитых и 7 повреждённых истребителей. В 6:34 ударные самолёты пошли в атаку на атолл (B5N2 с «Сорю» бомбили Сэнд-Айленд), потом на него сбросили бомбы пикировщики и затем проштурмовали истребители. Непосредственно над Мидуэем в результате зенитного огня было сбито только 2 B5N2 (по 1 с «Кага» и «Хирю»), но серьёзных потерь не понесли и американцы — целыми остались укрепления, позиции ПВО, командные пункты, взлётно-посадочные полосы, ангары и топливные цистерны. В связи с этим Томонага около 7:00 доложил Нагумо о необходимости повторить налёт. Истребители из ударной группы вернулись к авианосцу в 8:35, усилив его боевой воздушный патруль, а приём всей группы в основном завершился только к 9:10. Помимо сбитого над Мидуэем B5N2, два таких самолёта (командиры — мичманы Канаи и Ясиро) сели на воду, их экипажи были спасены эсминцами эскорта, ещё один (командир — старшина 2-й статьи Сато) совершил посадку на «Хирю».

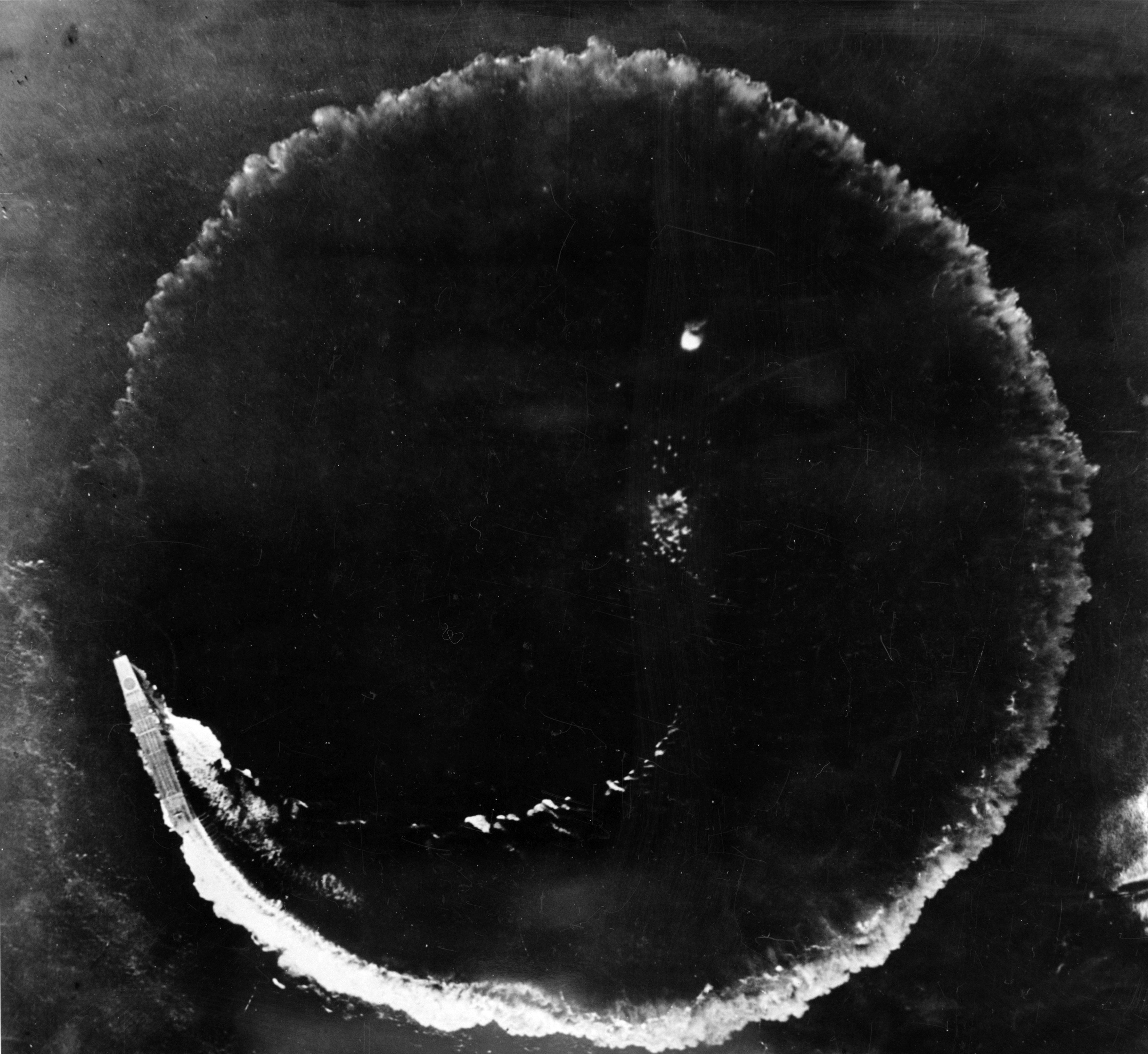
«Сорю», описывающий циркуляцию во время налёта бомбардировщиков B-17

В это же время авианосное соединение отражало налёты американских самолётов. В 6:00 «Сорю» поднял второе звено из трёх истребителей под командованием старшины 1-й статьи Харунобу Ода, а в 7:05 — третье под командованием капитан-лейтенанта Фудзиты. В 7:10 Первое мобильное соединение было атаковано группой американских самолётов из 4 бомбардировщиков B-26 (из 18-й разведывательной и 69-й бомбардировочной эскадрилий авиации Армии США) и 6 торпедоносцев TBF (из 8-й торпедной эскадрильи ВМФ США), звенья Харады и Фудзиты занимались перехватом последних. Всего истребителям боевого воздушного патруля удалось сбить 2 B-26 и 5 TBF ценой потери двух «Рэйсэнов». В период 7:30 по 7:39 поднявшиеся в 6:00 и 7:05 звенья Харады и Оды совершили посадку на авианосец для дозаправки и пополнения боезапаса. Около 7:50 отданный ранее приказ о перевооружении самолётов второй волны для повторной атаки Мидуэя был отменён, а затем изменён на противоположный в связи с сообщением гидросамолёта № 4 крейсера «Тонэ» об обнаружении американского соединения из 10 кораблей, отправленного в 7:28.
С 7:55 и до примерно 8:30 «Сорю» отражал второй налёт, когда к АУС почти одновременно вышли 16 SBD-2 из 241-й эскадрильи КМП и дальние бомбардировщики B-17 Армии США с Мидуэя. Авианосец совершал манёвры на полной скорости, вёл зенитный огонь, выставлял дымовую завесу. 9 истребителей (3 с «Акаги», 3 с «Хирю», 3 с «Сорю» — звено Фудзиты) сбили 6 «Донтлессов», потеряв одну свою машину, перехват же «Крепостей» оказался неудачным из-за высоты их полёта. В 8:27 к японскому соединению вышла вторая группа 241-й эскадрильи из 11 SB2U-3, беспрепятственно атаковавшая (с нулевым результатом) линкор «Харуна», только на отходе два бомбардировщика были сбиты «Рэйсэнами». В 8:30 поднялся в воздух разведчик D4Y1-C (командир — мичман Исаму Кондо) для доразведки обнаруженных ранее американских кораблей. В 8:37 был отдан приказ о посадке возвращающейся группы Томонага, на «Сорю» и «Хирю» самолёты в основном были приняты с 8:50 по 9:10 (по-видимому, из-за более раннего решения Ямагути поднять на палубу пикировщики второй волны — для посадки их нужно было предварительно спустить).
В 9:17 к японскому авианосному соединению вышли 15 TBD-1 8-й торпедной эскадрильи (из АГ «Хорнета»). В ходе боя с истребителями боевого воздушного патруля (со стороны АГ «Сорю» в нём участвовало звено Фудзиты) все торпедоносцы были сбиты к 9:37, только одна машина (младшего лейтенанта Джорджа Гея) смогла долететь до «Сорю» и сбросить торпеду, от которой авианосец увернулся. Сразу после этого в атаку пошла 6-я торпедоносная эскадрилья (из АГ «Энтерпрайза») из 14 TBD-1, 5 из которых прорвались к кораблям и даже смогли зайти на авианосец «Кага» с разных сторон, однако он смог уклониться от идущих на него 5 торпед. В 9:30 сели и в 9:45 снова поднялись в воздух три истребителя звена Фудзиты, между 9:45 и 9:50 совершили посадку 3 A6M2 и 1 B5N2 — последние из волны, поднявшейся для удара по Мидуэю ещё утром. В 10:00 и 10:15 «Сорю» поднял ещё два звена истребителей под командованием Харады и старшины 1-й статьи Такэо Сугияма соответственно.
Около 10:20 АУС была атакована самолётами сразу пяти разных эскадрилий, включая 3 на «Донтлессах». «Сорю» своей целью выбрала 3-я бомбардировочная эскадрилья (командир — капитан 3-го ранга Максвелл Франклин Лесли) с авианосца «Йорктаун», атаковала она тремя отдельными группами. В 10:24, когда шедший северо-западным курсом авианосец начал разворачиваться на правый борт для запуска очередного звена истребителей, наблюдатели на нём заметили первую из них, выходящую из облаков, по ней тут же был открыт огонь из 25-мм автоматов. Её заход с правого борта отвлёк внимание японцев, и потому не были вовремя замечены две другие группы, атаковавшие корабль с левого борта и кормы. В 10:25—10:26 они поразили «Сорю» двумя 1000-фунтовыми (454-кг) авиабомбами. Первая из них разорвалась в верхнем ангаре в носу, сбросив с надстройки пост СУАЗО тип 94 и вызвав пожар боекомплекта на батарее зенитных орудий правого борта. Многие из находившихся в островной надстройке членов экипажа были убиты, ранены или обожжены. Вторая бомба попала в верхний ангар, заставленный уже заправленными и снаряжёнными самолётами, между кормовым и средним самолётоподъёмниками. В 10:29 первая группа поразила «Сорю» ещё одной 1000-фунтовой бомбой, разорвавшейся в центральной части нижнего ангара и повредившей шедшие ниже дымоходы и паропроводы. Большинство находившихся в котельных отделениях № 1, 2 и 4 членов экипажа погибли мгновенно. В результате авианосец полностью потерял ход и к 10:40 замер, охваченный пожарами от носа до кормы. Поскольку бомбами были поражены каждый из трёх ангаров, то наличие огнезащитных переборок между ними не остановило распространение огня, а борьба с пожарами стала совершенно безнадёжной. «Сорю» оказался в ещё более худшем положении, чем поражённый четырьмя или пятью бомбами «Кага». Старший помощник капитан 2-го ранга Хисаси Охара, несмотря на ожоги, отправился возглавить борьбу с огнём, но обнаружил, что внутрикорабельная связь не работает и пожарные магистрали выведены из строя, позже он был сброшен взрывом в воду. Командир авианосца капитан 1-го ранга Рюсаку Янагимото в это же время осознал безнадёжность ситуации и в 10:45 отдал приказ об эвакуации экипажа. Команда начала спускать шлюпки или прыгать в воду, её до 18:02 поднимали эсминцы «Исокадзэ» и «Хамакадзэ», а также катер № 2 с тяжёлого крейсера «Тикума». Сам Янагимото отказался покинуть корабль, несмотря на уговоры подчинённых. Параллельно с этим в воздушном бою над Первым мобильным соединением было потеряно 11 японских истребителей, в том числе 3 с «Сорю»: «Уайлдкетами» и бортстрелками «Донтлессов» были сбиты самолёты старшин 3-й статьи Гэндзо Нагасава и Тэруо Кавамата, которые погибли, машина капитан-лейтенанта Фудзита была повреждена по ошибке зенитным огнём с «Хирю», однако он смог успешно покинуть её с парашютом и позже был спасён эсминцем «Новаки». Остававшиеся в воздухе 6 A6M2 (в том числе раненного в бою старшины 1-й статьи Нода) и 1 D4Y1-C к 13:30 сели на «Хирю». Четыре из шести истребителей тип 0 (старшин 1-й статьи Сугияма, Харада, Такахаси и 2-й статьи Канамэ) в 16:27 снова поднялись в воздух, участвовали в обороне авианосца, а после его повреждения и в связи с выработкой топлива сели на воду около 19:00, их пилоты позже были подняты кораблями соединения.
В 17:32 командир 4-го дивизиона эсминцев капитан 1-го ранга Арима отправил приказ «Исокадзэ» продолжать находиться рядом с «Сорю», а также проверить, сможет ли он дать ход, если пожары на нём удастся взять под контроль. В 18:02 был принят ответ, что нет никакой возможности запустить машины авианосца и что все оказавшиеся в воде члены его экипажа уже подняты на борт. В 18:30 в связи с информацией о приближении кораблей противника (как позже оказалось, ложной) Арима приказал всем эсминцам подготовиться к ночному бою и защищать при необходимости повреждённые корабли. В 19:00 исполняющий обязанности командира «Сорю» командир авиационной боевой части (БЧ) капитан 2-го ранга Икуто Кусамото собрал аварийную партию для отправки на авианосец, так как пожары на нём стали гаснуть, однако получил отказ. Затем, согласно рапорту Нагумо, около 19:15 «Сорю» и «Кага» быстро затонули от внутренних взрывов. Тем не менее, есть все основания полагать, что они были затоплены по прямому приказу Нагумо, существование которого подтверждается записями радиопереговоров эсминцев 4-го ДЭМ (в том числе тремя вырезанными сообщениями в период между 18:00 и 21:00, вероятно — отправленными Нагумо Ариме), а также свидетельством командира артиллерийской БЧ «Сорю» капитана 2-го ранга Канао, который даже пытался отговорить командира «Исокадзэ» капитана 2-го ранга Тоёсима от выполнения приказа, настаивая, что корабль надо взять на буксир. В результате в 19:12 эсминец «Исокадзэ» произвёл по авианосцу трёхторпедный залп (попали две или три торпеды), и через 1 минуту он затонул, зарываясь кормой, в точке с координатами 30°38′ с. ш. 179°13′ з. д.. Ещё через 5 минут на поверхности услышали сильный подводный взрыв.
Согласно поимённым спискам погибших при Мидуэе, приведённым Хисаэ Савати в опубликованной в 1986 году работе «Мидовэй Кайсэн: Кироку», всего из экипажа «Сорю» и личного состава размещённой на нём части 6-й авиагруппы погибло 711 человек. Бо́льшая часть жертв пришлась на механическую и ангарно-техническую БЧ (279 и 242 соответственно, всего 521) — они либо погибли при взрыве бомбы в нижнем ангаре, либо не смогли покинуть свои посты, отрезанные пожарами. Кроме них, 113 погибших было в общекорабельной службе, 38 — в интендантской службе, 27 — в ремонтно-строительной службе, 10 — в лётном составе (5 в воздушном бою, 5 на борту корабля), 1 — в медицинской службе, плюс 1 погибший был гражданским, находившимся на корабле во время сражения.
14 июля 1942 года 2-я ДАВ в прежнем составе была расформирована, и «Сорю» был формально передан в состав Третьего флота (или, возможно, напрямую подчинён Объединённому флоту). Из списков ЯИФ он был исключён 10 августа того же года.

## Командиры
- 1.12.1937 — 25.11.1938 капитан 1 ранга (тайса) Кимпэй Тэраока (яп. 寺岡謹平)[88];
- 25.11.1938 — 25.10.1939 капитан 1 ранга (тайса) Кэйдзо Увано (яп. 上野敬三)[88];
- 25.10.1939 — 25.11.1940 капитан 1 ранга (тайса) Садаёси Ямада (яп. 山田定義)[88];
- 25.11.1940 — 12.9.1941 капитан 1 ранга (тайса) Канаэ Косака (яп. 上阪香苗)[46];
- (исполняющий обязанности) 12.9.1941 — 6.10.1941 капитан 1 ранга (тайса) Киити Хасэгава (яп. 長谷川喜一)[48];
- 6.10.1941 — 4.6.1942 капитан 1 ранга (тайса) Рюсаку Янагимото (яп. 柳本柳作)[48].

## Оценка проекта
Сама концепция средних авианосцев возникла из искусственных договорных ограничений и желания флотов получить максимум кораблей из отведённого им лимита водоизмещения. Помимо «Сорю» и «Хирю», в США по аналогичным причинам был построен «Рэйнджер». Вместе с тем японцам удалось создать сбалансированный корабль, при ограниченных размерах имевший сильную авиагруппу, отличные ходовые качества и зенитное вооружение, хорошую защиту. Сидоренко и Пинак называют «Сорю» этапным кораблём, вобравшим в себя весь имеющийся опыт проектирования, постройки и эксплуатации японских авианосцев. Его единственным серьёзным недостатком они считают чрезмерно облегчённый набор корпуса. Создававшийся в менее авральной обстановке проект «Хирю» был уже лишён этого минуса и оказался настолько удачным, что уже в годы Второй мировой войны послужил прототипом для постройки серии самых массовых японских ударных авианосцев — типа «Унрю».

### Сравнение с аналогами
Оценивая японские средние авианосцы, Сидоренко и Пинак сравнивали их с аналогичными кораблями специальной постройки других флотов со стандартным водоизмещением от 13 000 до 18 000 тонн — американскими «Рэйнджером» и «Уоспом», британскими «Юникорном» и «Колоссусом» и недостроенным французским «Жоффрем». Также для полноты сравнения они рассмотрели и более крупные авианосцы — американский «Энтерпрайз» и британский «Арк Ройал».
По авиационному вооружению японские средние авианосцы уступали американским, однако превосходство последних достигалось за счёт других характеристик, и в первую очередь — защиты. У «Сорю» и «Хирю» к началу войны авиагруппа была стандартизирована и составляла 54—57 операционнопригодных и 6—9 запасных самолётов, без применения складных крыльев и без постоянного базирования части машин на лётной палубе.
Среднекалиберная зенитная артиллерия на «Сорю», «Хирю» и «Унрю» из 12 127-мм орудий тип 89 количественно была сильнее, чем на их аналогах и даже более крупных американских тяжёлых авианосцах типа «Йорктаун». Само орудие имело хорошую баллистику, имевшиеся в спаренных установках механические досылатели и автоматические установщики взрывателей были на тот момент передовым достижением. Малокалиберная зенитная артиллерия «Сорю» и «Хирю» на начало войны также была лучшей среди средних авианосцев. Даже более крупные «Энтерпрайз» (до модернизации в ноябре 1942 года) и «Йорктаун» уступали по числу зенитных автоматов и не имели изначально приборов управления их огнём.
По максимальной скорости хода японские средние авианосцы лидировали в своём классе за счёт использования крейсерских обводов корпуса и энергетической установки, что, в свою очередь, облегчало взлёт самолётов со свободным разбегом. Максимальная дальность плавания «Сорю» и «Хирю» соответствовала необходимости действий на предполагаемом театре военных действий (в северо-западной части Тихого океана), превосходя аналогичные британские корабли, но уступая американским.
Броневая защита японских средних авианосцев была вполне удовлетворительной. Её толщина резко различалась в зависимости от прикрываемых зон, и с точки зрения защиты жизненно важных частей корабля она была лучшей в классе. Минусом, снижающим боевую устойчивость авианосца от воздушных налётов, было отсутствие бронированной лётной палубы, однако это было прямым следствием ограниченного водоизмещения, из всех средних авианосцев её имел только британский «Юникорн» (однако её толщина даже на более крупном типе «Илластриес» не гарантировала защиты от массовых 500-кг бронебойных авиабомб). Противоторпедная защита (ПТЗ) «Сорю» и «Хирю» также была сравнительно слабой и в силу малой глубины не позволяла выдерживать попадания даже слабых авиаторпед. Однако адекватной ПТЗ не обладали практически никакие авианосцы, спроектированные в 1930-е годы. ПТЗ более крупных авианосцев типа «Йорктаун» также пробивалась японскими авиаторпедами, а «Арк Ройал» погиб от попадания единственной торпеды с немецкой подводной лодки.
| Сравнительные ТТХ японских средних авианосцев и их аналогов. | Сравнительные ТТХ японских средних авианосцев и их аналогов. | Сравнительные ТТХ японских средних авианосцев и их аналогов. | Сравнительные ТТХ японских средних авианосцев и их аналогов. | Сравнительные ТТХ японских средних авианосцев и их аналогов. | Сравнительные ТТХ японских средних авианосцев и их аналогов.                          | Сравнительные ТТХ японских средних авианосцев и их аналогов.                                          | Сравнительные ТТХ японских средних авианосцев и их аналогов.                                                         | Сравнительные ТТХ японских средних авианосцев и их аналогов. | Сравнительные ТТХ японских средних авианосцев и их аналогов.                                       | Сравнительные ТТХ японских средних авианосцев и их аналогов.              |
|                                                              | «Сорю»                                                       | «Хирю»                                                       | «Унрю»                                                       | «Рэйнджер»                                                   | «Уосп»                                                                                | «Энтерпрайз»                                                                                          | «Юникорн» | «Колоссус»                                                   | «Арк Ройал»                                                                                        | «Жоффр»                                                                   |
| ------------------------------------------------------------ | ------------------------------------------------------------ | ------------------------------------------------------------ | ------------------------------------------------------------ | ------------------------------------------------------------ | ------------------------------------------------------------------------------------- | --- | --- | ------------------------------------------------------------ | -------------------------------------------------------------------------------------------------- | ------------------------------------------------------------------------- |
| Годы закладки/вступления в строй                             | 1934/1937                                                    | 1936/1939                                                    | 1942/1944                                                    | 1931/1934                                                    | 1936/1940                                                                             | 1934/1938                                                                                             | 1939/1943 | 1942/1944                                                    | 1935/1938                                                                                          | 1938/-                                                                    |
| Водоизмещение, стандартное/полное, т                         | 15 900/19 800                                                | 17 300/21 887                                                | 17 150/21 779                                                | 14 576/17 858                                                | 14 700/19 116                                                                         | 24 128/32 573                                                                                         | 14 750/20 300 | 13 190/18 328                                                | 22 870/28 938                                                                                      | 18 288/-                                                                  |
| Энергетическая установка, л. с.                              | 152 000                                                      | 152 000                                                      | 152 000                                                      | 53 500                                                       | 70 000                                                                                | 120 000                                                                                               | 40 725 | 40 000                                                       | 102 000                                                                                            | 120 000—125 000                                                           |
| Максимальная скорость, узлов                                 | 34,0                                                         | 34,0                                                         | 34,0                                                         | 29,25                                                        | 29,5                                                                                  | 32,5                                                                                                  | 23,9 | 25                                                           | 31,7                                                                                               | 32-33                                                                     |
| Дальность плавания, миль на скорости, узлов                  | 7680 (18)                                                    | 7670 (18)                                                    | 8000 (18)                                                    | 11 490 (15)                                                  | 12 000 (15)                                                                           | 12 000 (15)                                                                                           | 7550 (20) | 7350 (20)                                                    | 12 000 (14) 7600 (20)                                                                              | 7800 (20) 3000 (33)                                                       |
| Бронирование, мм                                             | Борт — 40, погреба — 140-35 мм, палуба — 25 и 40 мм          | Борт — 46, погреба — 140-50 мм, палуба — 25 и 56 мм          | Борт — 46, погреба — 140-50 мм, палуба — 25 и 56 мм          | Рулевое отделение — 25 и 51 мм                               | Борт — 16-19 мм, палуба — 31 мм, рулевое отделение — 31 и 89 мм, боевая рубка — 37 мм | Борт и траверзы — 102 мм, палуба — 38 мм, рулевое отделение — 47 и 102 мм, боевая рубка — 51 и 102 мм | Погреба — 102—114 мм, броневая лётная палуба — 51, платформы подъёмников — 25 мм, противоторпедная переборка — 35 мм | -                                                            | Борт и погреба — 114 мм, траверзы — 87 мм, палуба — 63 и 87 мм, противоторпедная переборка — 37 мм | Борт — 105 мм, палуба — 37 и 70 мм, противоторпедная переборка — 37-45 мм |
| Зенитное вооружение                                          | 6×2 — 127-мм/40 14×2 — 25-мм/60                              | 6×2 — 127-мм/40 7×3, 5×2 — 25-мм/60                          | 6×2 — 127-мм/40 21×3, 25×1 — 25-мм/60 6×28 ПУ 120-мм НУРС    | 8×1 — 127-мм/25 40×1 — 12,7 мм/90                            | 8×1 — 127-мм/38 4×4 — 28-мм/75 24×1 — 12,7 мм/90                                      | 8×1 — 127-мм/38 4×4 — 28-мм/75 24×1 — 12,7 мм/90                                                      | 4×2 — 102-мм/45 4×4 — 40-мм/40 10×2, 6×1 — 20-мм/70                                                                  | 6×4 — 40-мм/40 11×2, 10×1 — 20-мм/70                         | 4×2 — 114-мм/45 4×8 — 40-мм/39 8×4 — 12,7-мм/62                                                    | 4×2 — 130-мм 4×2 — 37-мм 7×4 — 13,2-мм                                    |
| Авиагруппа (операционнопригодные и запасные самолёты)        | 53+18                                                        | 57+16                                                        | 57+8                                                         | 76+38                                                        | 74                                                                                    | 91 | 40 | 39                                                           | 60                                                                                                 | 40                                                                        |
| Размеры лётной палубы, м                                     | 216,9×26,0                                                   | 216,9×27,0                                                   | 216,9×27,0                                                   | 216,1×26,2                                                   | 221,59×28,35                                                                          | 244,45×26,2                                                                                           | 195,1×27,4 | 210,31×22,86                                                 | 243,0×29,3                                                                                         | 200,0×38,0                                                                |
| Размеры ангара/ангаров, м                                    | 171,3×18,0×4,6 142,4×18,0×4,3                                | 171,3×23,0×4,6 142,4×16,0×4,3                                | 179,0×23,0×4,6 143,0×16,0×4,2                                | 155,5×17,1×5,76                                              | 159,11×19,2×5,23                                                                      | 166,42×19,2×5,25                                                                                      | 98,75×19,81×5,0 109,73×19,81×5,0                                                                                     | 104,24×15,85×5,33                                            | 172,0×18,3×4,88 138,0×18,3×4,88                                                                    | 195,0×20,7×5,0 79,2×15,2×4,5                                              |
| Размеры самолётоподъёмников, м                               | 16,0×11,5 12,0×11,5 10,0×11,5                                | 16,0×13,0 12,0×13,0 13,0×11,8                                | 14,0×14,0 13,6×14,0                                          | 12,5×15,77 10,6×12,2                                         | 13,41×14,63 13,41×14,53                                                               | 13,4×14,6                                                                                             | 14,0×10,0 14,0×7,3                                                                                                   | 13,72×10,36                                                  | 7,6×14,0 6,7×13,7                                                                                  | ?                                                                         |
| Запас авиабензина, л                                         | 496 550                                                      | 496 550                                                      | 496 550                                                      | 514 210                                                      | 613 235                                                                               | 673 897                                                                                               | 165 841 | 302 900                                                      | 454 600                                                                                            | ?                                                                         |
| Экипаж (офицеры + матросы)                                   | 82+1021                                                      | 1101                                                         | 82+1019                                                      | 81+1288 120+659 (авиагруппа)                                 | 86+1302 120+659 (авиагруппа)                                                          | 1889                                                                                                  | 1200 | 120+1216                                                     | 1580                                                                                               | 1250                                                                      |